# Troia
Troia o  Ilio (in greco antico: Τροία? o Ἴλιον, Īlĭŏn, o Ἴλιος, Īlĭŏs, e in latino Trōia o Īlium) è stata un'antica città dell'Asia Minore posta all'entrata dell'Ellesponto, su una collina di Hissarlik, nella moderna Turchia. Attualmente è un sito storico, chiamato Truva e popolato da un centinaio di abitanti.
Wilusa, termine presente in più parti negli archivi reali Ittiti, secondo una ricerca condotta da Frank Starke nel 1996, ormai universalmente accettata dal mondo accademico, da J. David Hawkins nel 1998 e da WD Niemeier nel 1999 era il nome, nella lingua luvia/ittita propria degli abitanti dell'area, della città poi passata alla storia come Troia.
Fu teatro della guerra di Troia narrata nell'Iliade, che descrive una breve parte dell'assedio (prevalentemente due mesi del nono anno di assedio, secondo la cronologia proposta dal poeta epico Omero, a cui viene attribuito il poema), mentre alcune scene della sua distruzione sono raccontate nell'Odissea sempre attribuita ad Omero. Dello stesso conflitto si canta in molti poemi epici greci, romani e anche medievali.
Altri poemi ellenici arcaici notevoli sulla guerra di Troia sono i Cypria (Stasino), l'Etiopide (Arctino di Mileto), la Piccola Iliade (Lesche), l'Iliou Persis di Arctino e i Nostoi (Agia di Trezene), queste opere sono riunite nel Ciclo Troiano, ma solo Iliade ed Odissea sono accessibili.
Il poema latino Eneide di Virgilio inizia descrivendo l'incendio finale della città. Un inserto poetico, la Troiae Alosis (Presa di Troia), è contenuto nella Farsaglia del poeta latino Marco Anneo Lucano.
Fu abitata fin dal principio del III millennio a.C.. Si trova ora nella provincia di Çanakkale in Turchia, presso lo stretto dei Dardanelli, tra il fiume Scamandro (o Xanthos) e il Simoenta e occupa una posizione strategica per l'accesso al Mar Nero. Nei suoi dintorni vi è la catena del monte Ida e di fronte alle sue coste si può vedere l'isola di Tenedo. Le condizioni particolari dei Dardanelli, dove c'è un flusso costante di correnti che passano dal Mar di Marmara al Mar Egeo e dove è solito soffiare un forte vento da nord-est durante tutta la stagione che va da maggio a ottobre, suggerisce che le navi, le quali durante le epoche più antiche abbiano cercato di attraversare lo stretto, spesso abbiano dovuto attendere condizioni più favorevoli attraccate per lunghi periodi nel porto di Troia.
Dopo secoli di abbandono, le rovine di Troia sono state riscoperte sulla collina di Hissarlik durante gli scavi svolti nel 1871 dallo studioso tedesco di archeologia Heinrich Schliemann, a seguito di alcune indagini iniziali condotte a partire dal 1863 da Frank Calvert. Il sito archeologico di Troia è stato proclamato patrimonio mondiale dell'umanità dall'UNESCO nel 1998.

## Troia mitica

### Fondazione

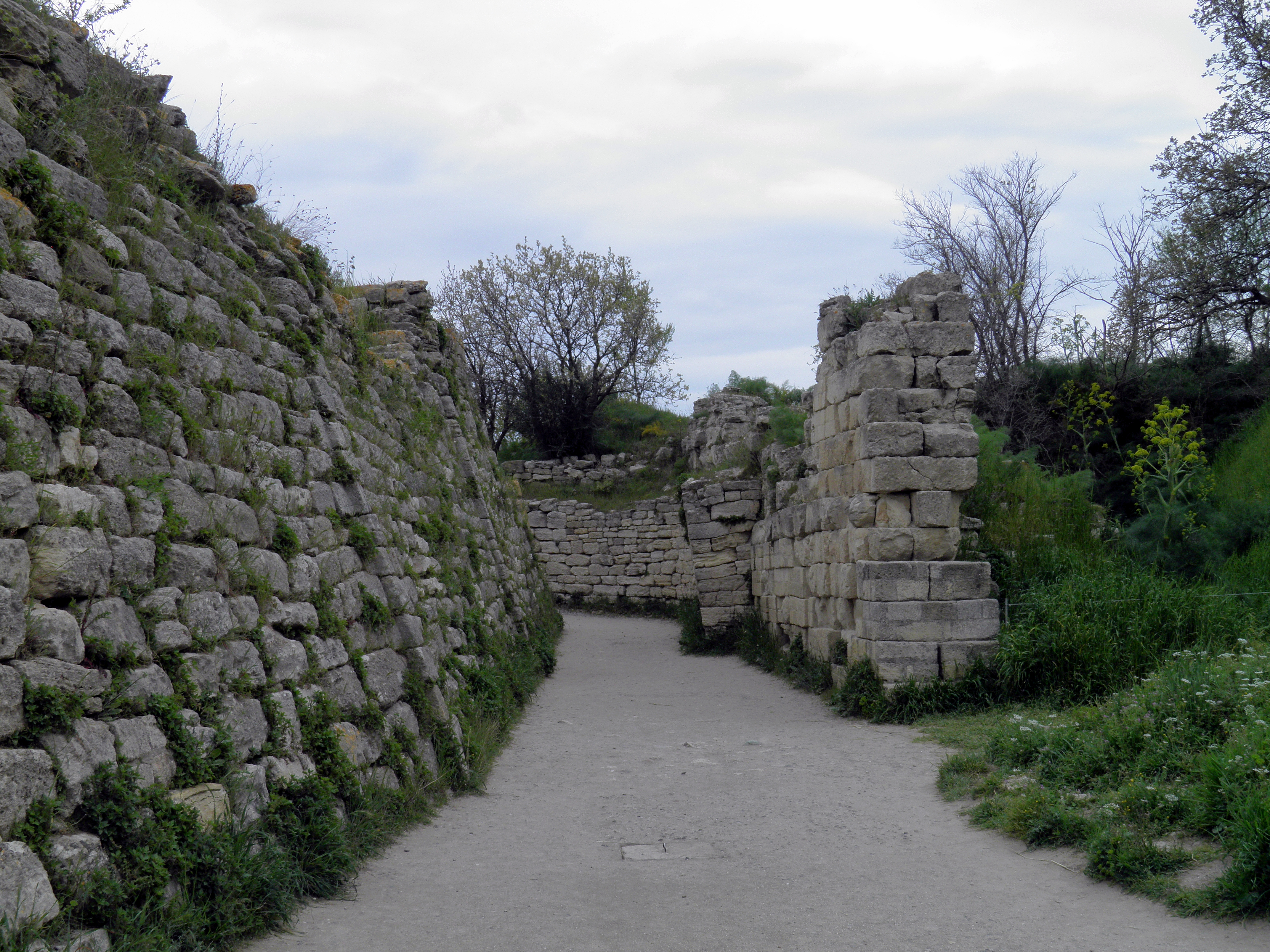
Porzione della cinta muraria di Troia VII, quella omerica.

Secondo la mitologia greca, la famiglia reale troiana trova i suoi capostipiti in Elettra, una delle Pleiadi, e in Zeus, i genitori divini di Dardano. Questi, nato in Arcadia, secondo la tradizione riportata dal mito, giunse in quella terra dell'Asia Minore proveniente dall'isola di Samotracia. Qui conobbe Teucro figlio di Scamandro, che lo trattò con rispetto e instaurò con lui un rapporto di salda amicizia, tanto da donargli in sposa la propria figlia Batea.
Dardano fondò nelle vicinanze un primo insediamento urbano, che volle chiamare Dardania. Dopo la sua morte il regno passò al nipote Troo. Uno dei figli di quest'ultimo, il bel principe Ganimede, mentre si trovava a pascolare il gregge sul monte Ida, venne rapito da Zeus. Il re dell'Olimpo, rimasto ammaliato dalla sublime bellezza del giovinetto, lo volle perennemente al suo fianco sull'Olimpo per fargli da coppiere.

Carta della Troade. Troia si trova a sud-ovest dello Stretto dei Dardanelli, più oltre si trova Dardania.

Ilo, un altro dei figli di Troo, diede le basi per la fondazione di quella che sarebbe stata conosciuta come Troia/Ilion, chiedendo al contempo al Signore degli dèi un segno della sua benevolenza e del suo favore riguardo all'impresa: ed ecco che del tutto casualmente venne rinvenuta nelle profondità della terra una grande statua lignea nota come Palladio (in quanto raffigurante Pallade, una cara amica, nonché compagna di giochi della dea Atena: si racconta che ancora fanciulla, Atena uccise incidentalmente la sua compagna di giochi Pallade, mentre si era impegnata con lei in uno scherzoso combattimento, armate di lancia e di scudo. In segno di lutto, Atena aggiunse il nome di Pallade al proprio), apparentemente caduta dal cielo. Un oracolo poi vaticinò che fino a quando la statua fosse rimasta all'interno del perimetro cittadino, Troia si sarebbe mantenuta invincibile, con delle mura inattaccabili. Ilo fece subito costruire un tempio dedicato ad Atena nel luogo esatto del ritrovamento.
Gli abitanti di Troia vennero chiamati collettivamente "il popolo dei troiani", mentre Teucro, assieme ai discendenti di Dardano, Troo e Ilo, furono considerati i fondatori eponimi del sito. Gli antichi romani, a loro volta, successivamente associarono il nome del luogo con quello di Ascanio (in lingua latina Iulo), il figlio del principe troiano Enea e mitico antenato della Gens Giulia, a cui appartenne tra gli altri anche Giulio Cesare.

### La costruzione delle mura e la prima conquista da parte di Eracle

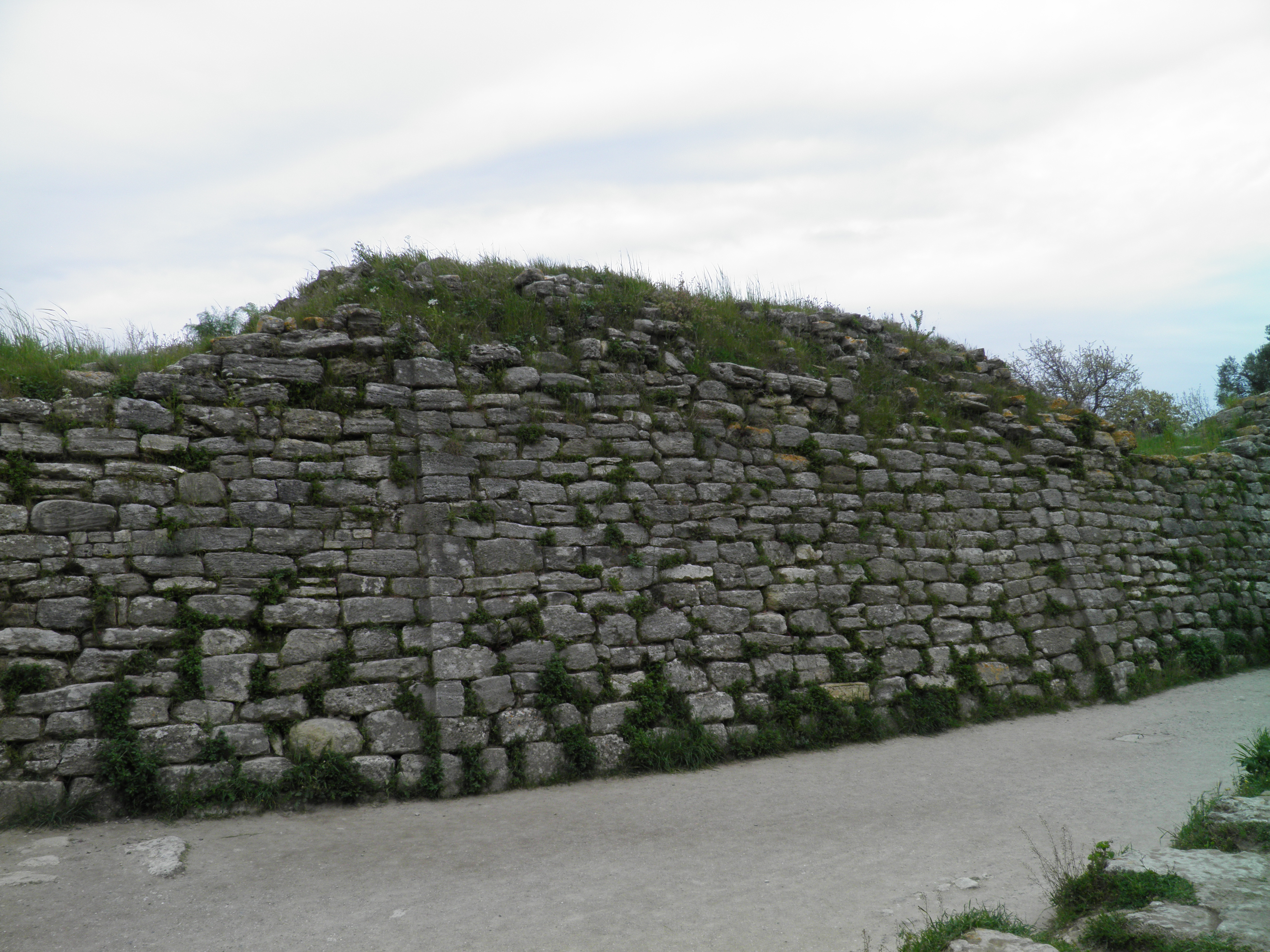
"Ilion dalle forti mura..."

Furono gli dèi Poseidone e Apollo a fornire la città di grandi mura e fortificazioni attorno al perimetro abitato, cosicché potesse divenire inespugnabile. Lo fecero per Laomedonte, figlio di Ilo e suo successore al trono. Eseguito quanto pattuito, al termine dei lavori Laomedonte si rifiutò però di pagare il salario concordato: Poseidone allora, per vendicarsi, inondò la campagna, distruggendone i raccolti, e scatenò un mostro marino che divorò gli abitanti. L'ira del dio, secondo l'oracolo che venne consultato, si sarebbe placata solo se Laomedonte avesse fornito come sacrificio umano al mostro la propria figlia Esione.
La vergine doveva essere divorata dal mostro e venne quindi incatenata a una roccia prospiciente la costa: ma giunse proprio allora al palazzo reale Eracle, che chiese al re cosa stesse succedendo. Questi gli spiegò la situazione e l'eroe si offrì di uccidere il mostro, ricevendo la promessa di ottenere in cambio i due velocissimi cavalli divini che Troo aveva ricevuto a suo tempo, in regalo dallo stesso Zeus a titolo di risarcimento per il rapimento del figlio Ganimede.
Eracle, giunto alla spiaggia, ruppe le catene che tenevano avvinta l'inerme fanciulla e la riconsegnò sana e salva tra le braccia del padre; poi si apprestò ad affrontare la terrifica creatura. Sostenuto dalla dea Atena riuscì dopo tre giorni di accesa battaglia ad aver la meglio sul mostro, uccidendolo. A questo punto, liberata la città e tutta la campagna circostante dall'essere sovrumano, si recò a reclamare la ricompensa: ma anche questa volta Laomedonte si rifiutò di saldare il debito contratto e cercò anzi d'ingannare l'eroe facendo sostituire i cavalli divini con degli animali ordinari.
In alcune versioni del mito questo episodio si situa all'interno della spedizione degli Argonauti: Eracle se ne andò irato e s'imbarcò alla volta della Grecia, minacciando però ritorsioni e promettendo che sarebbe ritornato. Alcuni anni dopo, l'eroe, dopo aver reclutato a Tirinto un esercito di volontari, tra cui vi erano Iolao, Telamone, Peleo e Oicle, guidò una spedizione punitiva composta da 18 navi. Dopo un aspro assedio, le mura furono violate ed Eracle conquistò Troia, facendo prigionieri gli abitanti e uccidendo il fedifrago Laomedonte con tutti i suoi figli, ad eccezione del giovane Podarce, l'unico tra i figli maschi di Laomedonte ad essersi a suo tempo opposto al padre, consigliandogli di rispettare i patti e consegnando le cavalle ad Eracle.
Eracle risparmiò anche la bella Esione, che diede in sposa al suo caro amico Telamone. Ella chiese che il fratello Podarce venisse fatto liberare dallo stato di schiavitù in cui era stato costretto assieme agli altri superstiti: da quel momento egli si volle chiamare Priamo (il salvato), perché fu liberato dalla schiavitù.
Infine, dopo aver devastato tutta la campagna circostante, Eracle, finalmente pago di vendetta, se ne andò assieme a Glaucia, figlia del dio fluviale Scamandro, lasciando come effettivo re di Troia Priamo, in virtù del suo senso di giustizia.

### La guerra di Troia: assedio e distruzione

Le forze in campo, i nomi in verde rappresentano i Greci, quelli in giallo i troiani coi loro alleati.

Secondo Omero, come narrato nel suo poema epico Iliade, lo scontro che vide affrontarsi gli Achei provenienti dalla penisola greca e il popolo dei troiani avvenne proprio sotto il tardo regno del re Priamo; Eratostene ha datato la guerra di Troia tra il 1194 e 1184 a.C., il Marmor Parium tra il 1219 e il 1209 a.C., infine Erodoto attorno al 1250 a.C.
La città fu assediata per dieci lunghi anni dalla spedizione dei micenei al comando di Agamennone re di Micene, che voleva in tal modo vendicare l'onta subita dal fratello Menelao re di Sparta, ossia il rapimento di sua moglie Elena (definita la donna più bella del mondo) da parte del principe troiano Paride, il più giovane tra i figli di Priamo. La guerra fu vinta e la città cadde grazie allo stratagemma del cavallo di legno ideato da Ulisse, l'astuto signore di Itaca.
Secondo la tradizione letteraria, la maggior parte degli eroi di Troia e dei suoi alleati morirono nel corso della guerra; solo alcuni riuscirono a porsi in salvo, dando origine secondo diversi autori ad alcuni popoli del Mediterraneo. Tucidide ed Ellanico di Lesbo riportano la narrazione per cui dei sopravvissuti si stabilirono in Sicilia, nelle città di Erice e Segesta, ricevendo il nome di Elimi.
Inoltre Erodoto dice che anche i Mashuash, una tribù della costa libica occidentale, rivendicavano il fatto di essere discendenti diretti di uomini arrivati da Troia. Alcune di queste storie mitiche, talvolta con contraddizioni tra loro, compaiono sia nell'Iliade che nell'Odissea, oltre che in altre opere e frammenti successivi.

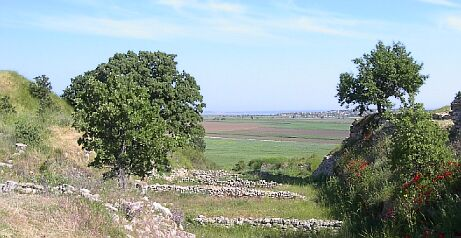
La vista dall'alto della collina di Hissarlik, che spazia fino al Mar Egeo.

Secondo la leggenda romana narrata da Virgilio e Tito Livio un gruppo guidato da Enea e un altro da Antenore sopravvissero e navigarono prima fino a Cartagine e poi in direzione della penisola italiana. Enea raggiunse il Lazio dove è considerato il diretto antenato dei fondatori di Roma; il gruppo di Antenore proseguì invece lungo la costa settentrionale del Mar Adriatico ove gli viene anche attribuita la fondazione della città di Padova. Ai primi insediamenti di questi sopravvissuti in Sicilia e in Italia sono stati altresì dati il nome di "Troia". Le navi troiane su cui viaggiavano i marinai fuggiaschi vennero trasformate da Cibele in naiadi, quando stavano per essere affrontati da Turno, l'avversario di Enea in Italia.

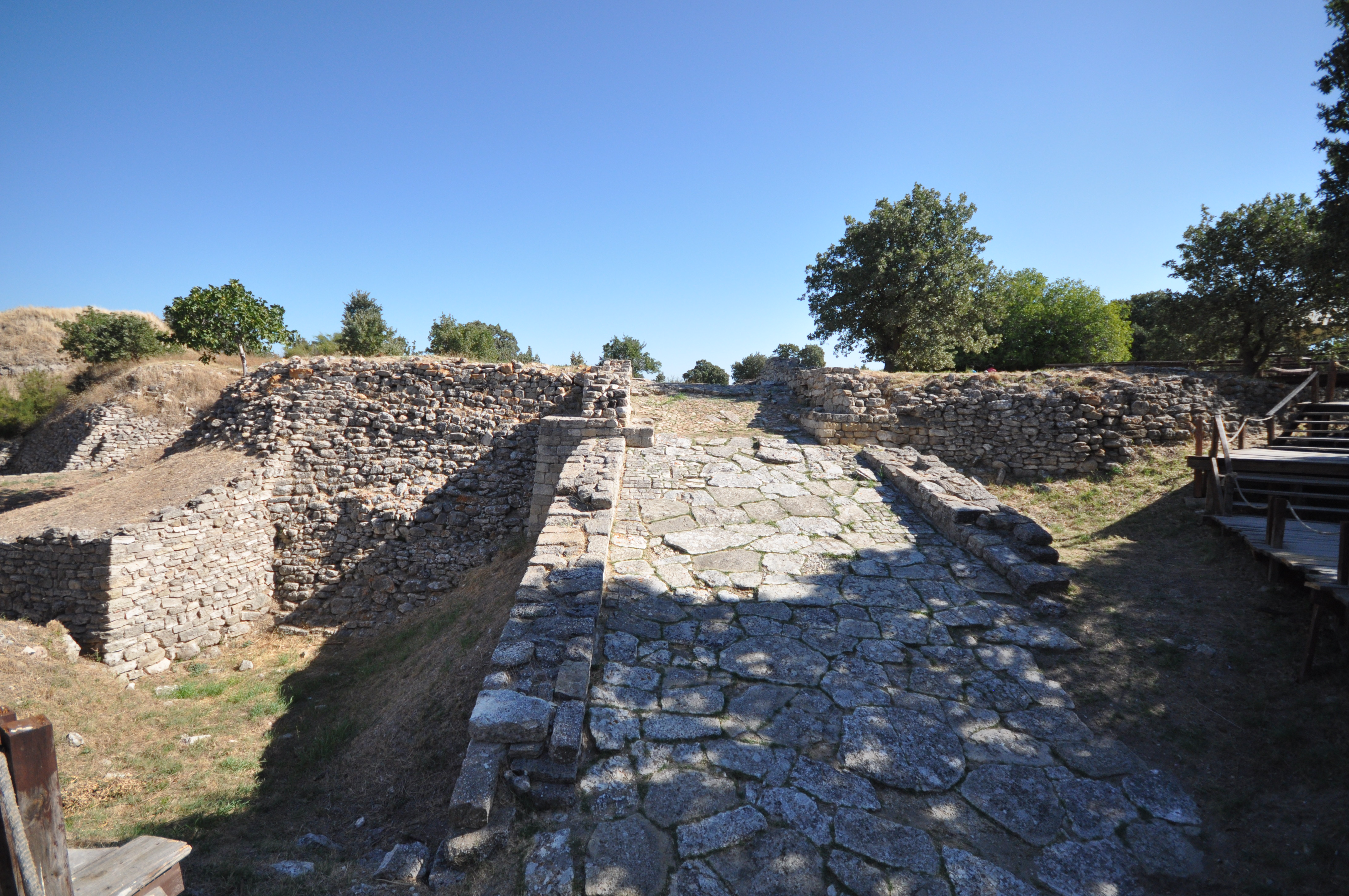
Una grande strada pavimentata all'interno del sito.

### Discendenti dei Troiani come mito fondativo
In passato non era raro che genti, popoli, nazioni, famiglie e uomini importanti cercassero di darsi un'origine nobile; normalmente era la letteratura antica che forniva gli "agganci" giusti; così moltissimi sono i popoli, le genti, le nazioni, i re e le dinastie che hanno fatto derivare la propria origine genealogica ed "etnica" da Troia:

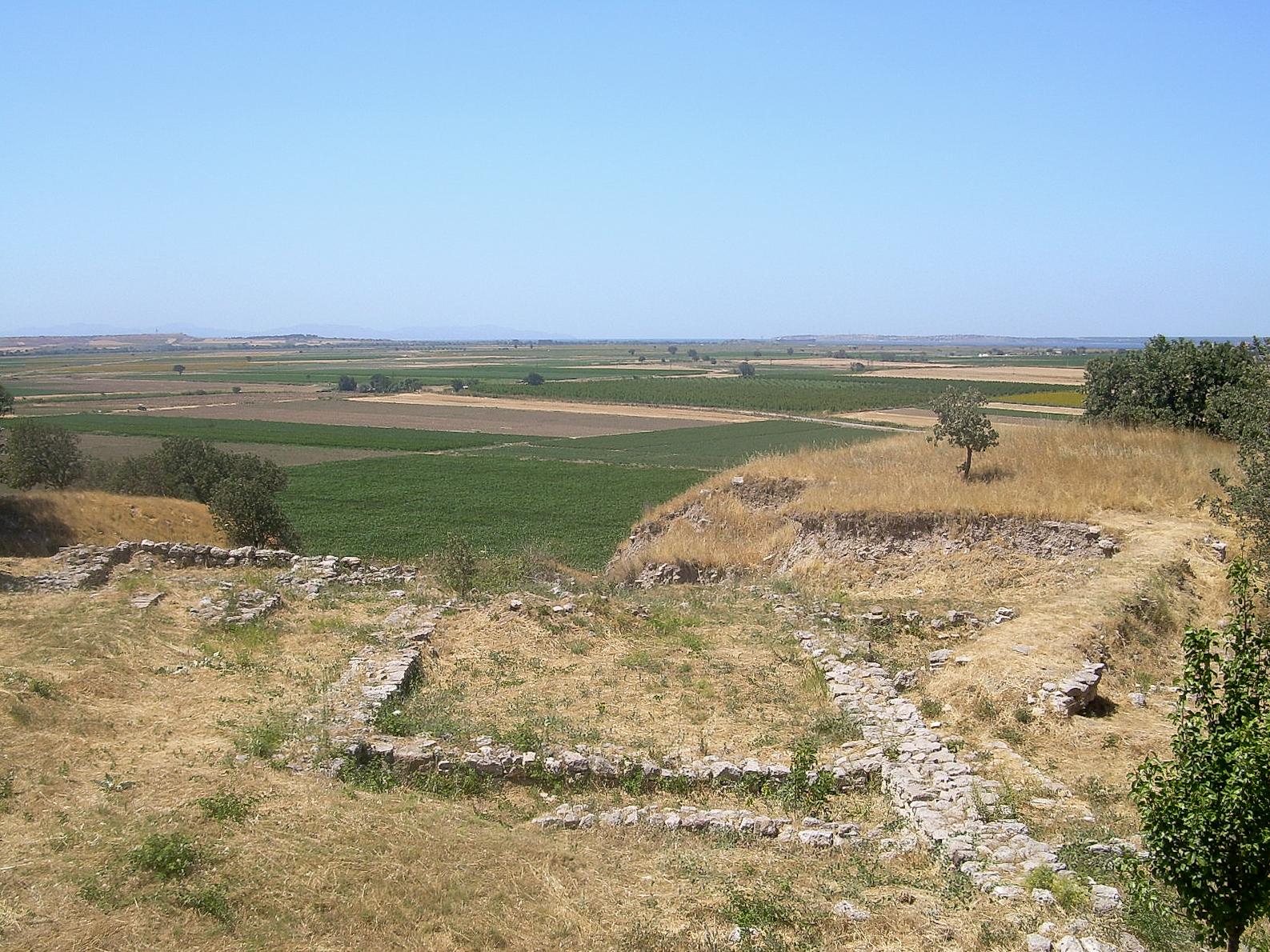
La vasta piana prospiciente la città, visibile dalla rocca, ove si son combattuti i duelli tra gli eroi. Sulla linea dell'orizzonte la costa.

- antichi Romani – Romolo e Remo, i mitici fondatori della città di Roma, discendevano in linea diretta dal troiano Enea;
- Elimi, un popolo della Sicilia occidentale, come asserito da Tucidide e Dionigi d'Alicarnasso[26];
- Franchi – antenati di parte dei francesi e tedeschi;
- Iliensi – popolo appartenente alla Civiltà nuragica della Sardegna centro-meridionale. Il loro nome deriverebbe proprio da Ilion, altro nome di Troia;
- Scandinavi e Islandesi, che riconducevano, con autori come Snorri Sturlusson, la genealogia di re e dinastie al mitico Re di Turchia, intendendo con questa denominazione il Re di Troia);
- Turchi – ancora Ataturk amava sottolineare questa derivazione;
- Veneti – il nobile principe Antenore avrebbe guidato un gruppo di troiani superstiti nella ricerca di una nuova patria nelle terre dell'alto Adriatico e qui fondato Padova;
- Britanni – Bruto di Troia, figlio di Ascanio e nipote di Enea, secondo l'Historia Brittonum, dopo aver ucciso per errore il padre ed essere stato bandito per questo, avrebbe vagato in Etruria e per tutta la Gallia, fino a giungere nell'isola di Britannia divenendone il primo re attorno al 1100 a.C.

## Troia storica

### Nelle fonti Ittite
La città di Troia fu abitata con certezza fin dalla prima metà del III millennio a.C., ma il suo massimo splendore coincise con l'ascesa dell'impero ittita. Nel 1924, poco dopo la decifrazione della scrittura in lingua ittita, il linguista Paul Kretschmer aveva paragonato un toponimo che compare nelle fonti ittite, Wilusa, con il toponimo greco Ilios utilizzato come nome di Troia. Gli studiosi, sulla base di prove linguistiche, hanno stabilito che il nome di Ilios aveva perso un digamma iniziale e in precedenza era stato Wilios. A questo si unisce anche una comparazione col nome di un re troiano così come è scritto nei documenti ittiti (datati all'incirca al 1280 a.C.), denominato Alaksandu: Alessandro è utilizzato nell'Iliade come nome alternativo per indicare Paride, il principe troiano rapitore della regina Elena. 

Mappa del regno ittita nel 1300 a.C. circa, con la posizione di Wilusa situata a nordovest.

Le proposte per l'identificazione di Wilusa con W-Ilios e Alaksandu con Alessandro-Paride furono inizialmente motivo di accese controversie: era dubbia difatti la posizione geografica di Wilusa e nelle fonti ittite compare anche il nome di Kukunni come re di Wilusa e possibile padre di Alaksandu, personaggio che sembrerebbe non intrattener alcuna relazione apparente con la leggenda di Paride. Alcuni hanno suggerito che questo nome possa avere il suo equivalente in greco nel nome Κύκνος (Cicno, figlio di Poseidone), un altro personaggio presente nell'epica del Ciclo troiano.

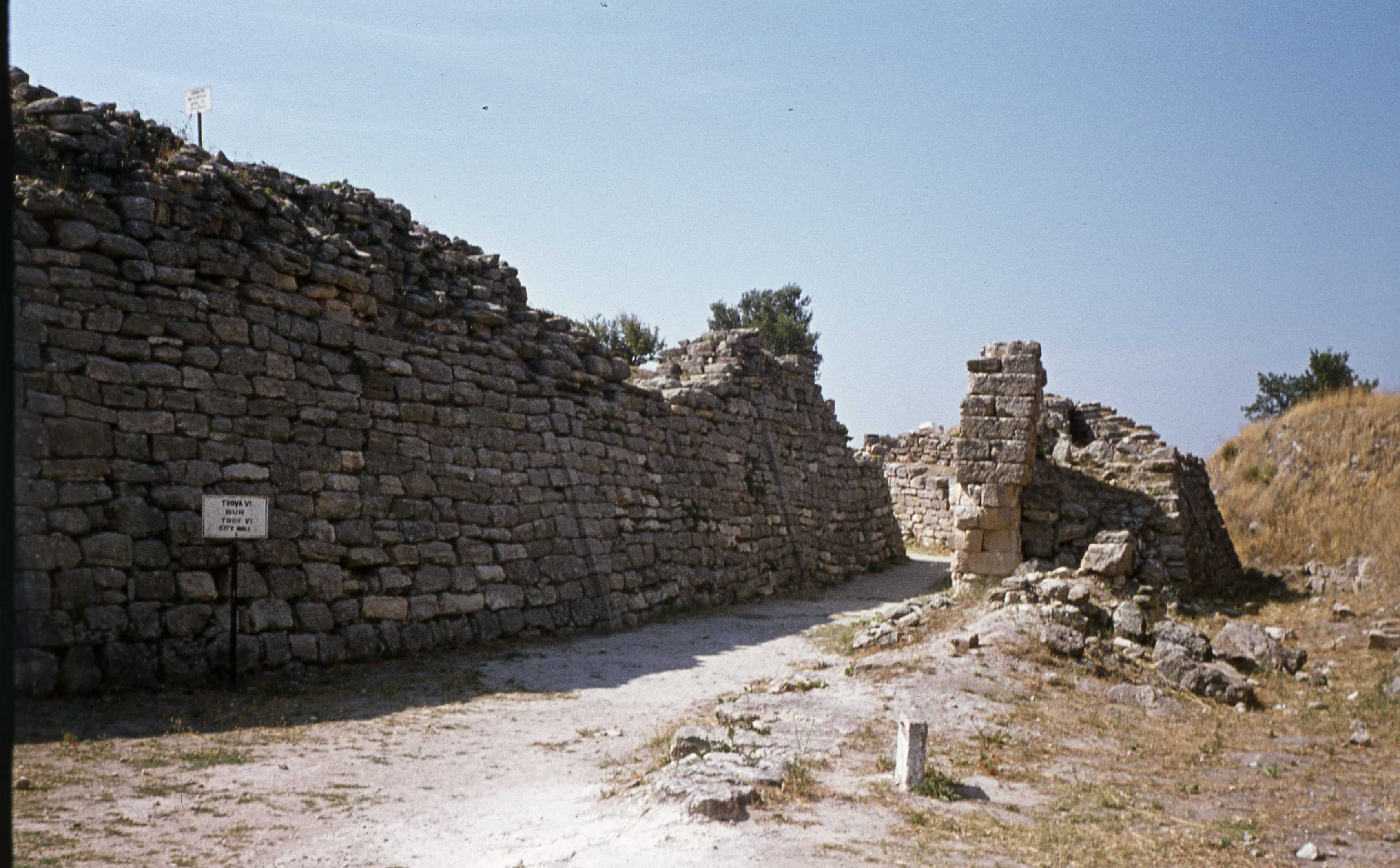
Porzioni di mura.

Tuttavia, nel 1996, l'orientalista tedesco Frank Starke ha dimostrato che in effetti la posizione di Wilusa deve essere pressappoco situata nello stesso luogo di Troia, nella regione della Troade, cosicché oggi l'identificazione tra Troia e Wilusa sembra generalmente accettata. Una minoranza (tra cui l'archeologo Dieter Hertel) rifiuta però di accettare questa identificazione. I principali documenti ittiti che citano Wilusa sono:
- il cosiddetto Trattato di Alaksandu, un patto stipulato tra il re ittita Muwatalli II e Alaksandu re di Wilusa, risalente al 1280 a.C. Dal testo decifrato di questo trattato è stato dedotto che Wilusa aveva un rapporto di subordinazione, ma anche di alleanza, nei confronti dell'Impero ittita. Tra gli dei i cui nomi vengono menzionati nel trattato come testimoni dell'alleanza figurano "Apaliunas", da alcuni ricercatori identificato con Apollo, e Kaskalkur, cioè "strada conducente agli inferi", una Dea dei flussi sotterranei. Su chi rappresentasse effettivamente Kaskalkur, l'archeologo Manfred Korfmann indica che in quella maniera vengono designati i corsi d'acqua che, scomparendo nel terreno di certe regioni, vengono poi a riemergere verso l'esterno (il fenomeno del carsismo), ma gli Ittiti hanno usato questo concetto anche per le gallerie d'acqua sotterranee costruite artificialmente. Questa divinità è stata quindi associata direttamente a Troia con la scoperta di una grotta con una sorgente d'acqua potabile sotterranea posta 200 metri a sud della parete dell'Acropoli cittadina.Ricostruzione della grande strada che portava ad una delle porte della rocca.

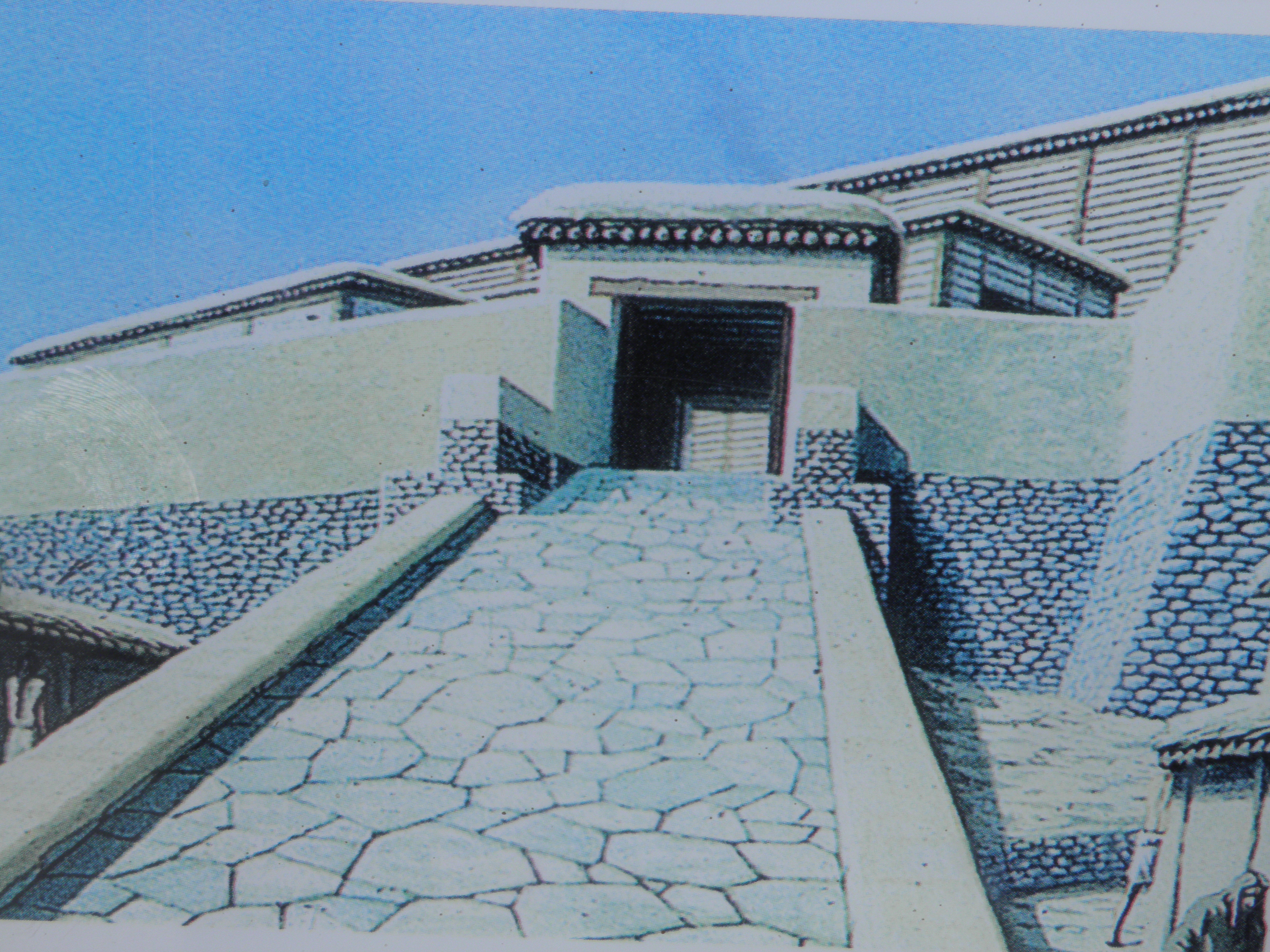
Ricostruzione della grande strada che portava ad una delle porte della rocca.

- Una lettera scritta dal re della Terra del fiume Seha (uno stato vassallo degli ittiti) Manhapa-Tarhunta al sovrano Muwatalli II, anch'essa quindi datata intorno al 1285 a.C., che fornisce le informazioni che un certo Piyama-Radu (qui l'assonanza col nome di Priamo è notevole) aveva guidato una spedizione militare del regno acheo di Ahhiyawa contro Wilusa e l'isola Lazba, identificata dai ricercatori con Lesbo, conquistandole temporaneamente.
- Nella Lettera di Tawagalawa[27] (ca. 1250 a.C.), generalmente attribuita a Hattušili III, il re ittita si riferisce a precedenti ostilità tra gli Ittiti e gli Ahhiyawa (identificati con un non meglio precisato regno Miceneo) proprio a riguardo di Wilusa[28]: «Ora abbiamo raggiunto un accordo sulla questione di Wilusa, rispetto a cui ci trovavamo in inimicizia.».
- L'ultima menzione di Wilusa conservata nelle fonti ittite appare in un frammento chiamato Lettera di Millawata, inviata dal re Tudhaliya IV (1237-1209 a.C.) a un destinatario ignoto, che gli studiosi ritengono essere il sovrano dello stato vassallo di Mira, Tarkasnawa[29]. In essa il re degli Ittiti invita il destinatario, una sorta di supervisore regionale per conto ittita dell'area Arzawa, a reinstallare sul trono di Wilusa un certo Walmu, successore diretto o meno di Alaksandu, che era stato deposto ed esiliato. Tuttavia l'ittitologo australiano Trevor Bryce osserva che questo fatto è menzionato anteriormente, proponendo quindi una sua reinterpretazione anche della lettera Tawagalawa[30].

Infine, in un rapporto di re Tudhaliya I/II (ca. 1420-1400 a.C.) si afferma che, dopo una spedizione di conquista, un certo numero di paesi ha dichiarato guerra, la cui lista elenca di seguito: «... il paese Wilusiya, il paese Taruisa ...». Alcuni ricercatori, come Garstang e Gurney, hanno dedotto che Taruisa potrebbe identificarsi col sito di Troia: tuttavia tale corrispondenza non ha ancora il sostegno della maggioranza degli ittitologi.

### Nelle fonti egizie
Non vi sono menzioni sicure di Troia nelle fonti egizie dell'età del bronzo. Tuttavia alcuni studiosi hanno indagato il rapporto che si potrebbe trovare con le iscrizioni di Medinet Habu, le quali raccontano della battaglia intrapresa dagli Egizi dei tempi di Ramses III contro i misteriosi popoli del Mare, che avevano tentato l'invasione del suo territorio nel 1186 a.C.. Secondo le iscrizioni, gli Egizi risultarono vincitori sia in una battaglia di terra che in una navale avvenuta presso il delta del Nilo contro una coalizione di popoli di identificazione dubbia. Tra i nomi dei gruppi che componevano la coalizione sono compresi anche i Weshesh – che potrebbero essere connessi a Wilusa – e i Tjeker che sono stati connessi ai troiani.

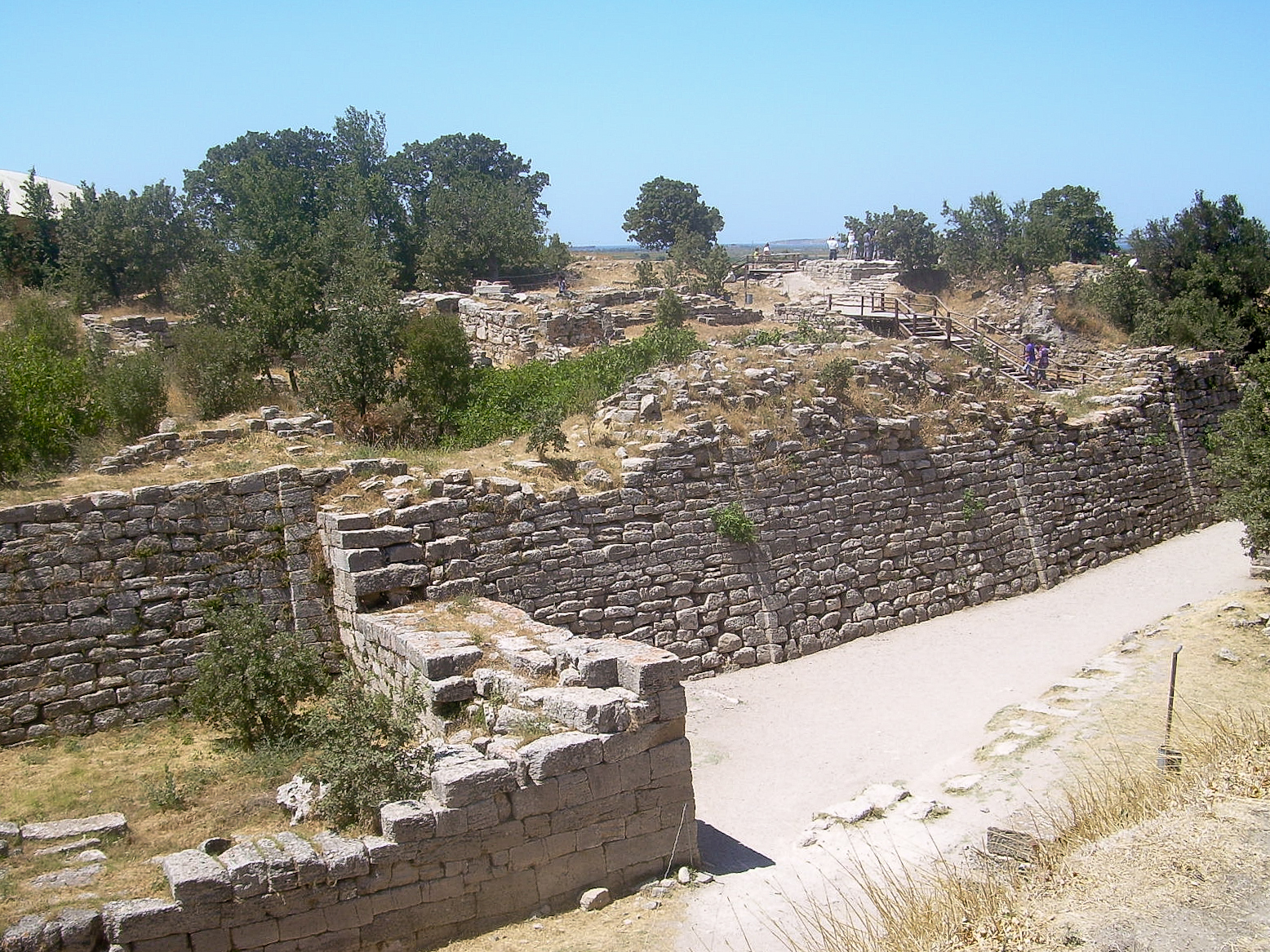
Resti murari della città di Troia.

### Nelle fonti greche
Troia fu conquistata anche da Ciro il Grande, Imperatore dei persiani. Come in tutte le altre città-Stato greche dell'Asia Minore, i suoi cittadini subirono innalzamenti delle tasse e l'obbligo alla partecipazione come soldati nell'esercito persiano (una città che, stanca della dominazione persiana, decise di ribellarsi nel 499 a.C. fu Mileto, e venne rasa al suolo). Dopo la fine delle Guerre persiane intorno al 480 a.C. Troia entrò nell'egemonia ateniese e fece parte della Lega di Delo o Delio-Attica. Dopo la sconfitta di Atene nella Guerra del Peloponneso contro Sparta e alleati, le colonie greche dell'Asia Minore, tra cui anche Ilio (Troia), che facevano parte della Lega di Delo, passarono sotto il dominio persiano con il consenso di Sparta.
Dopo la morte di Filippo II di Macedonia, che aveva riunito tutte le poleis greche nella Lega di Corinto ad eccezione di Sparta, sale al trono il figlio Alessandro Magno che, appassionato dell'epica micenea, conquista l'Ellesponto e la Troade, dove si trovava Troia, che all'epoca esisteva ancora come piccola polis, e dove onorò le spoglie di Achille, assieme al carissimo amico Efestione.

### Nelle fonti romane
La città fu distrutta nel corso della prima guerra mitridatica da un certo Flavio Fimbria, comandante di due legioni romane, il quale secondo Appiano di Alessandria, dopo aver saputo che la città aveva richiesto la protezione di Lucio Cornelio Silla:
(Appiano, Guerre mitridatiche, 53.)
La Novum Ilium (Nuova Ilio in latino) fu poi visitata da Giulio Cesare nel 48 a.C. A Troia si possono trovare vari resti archeologici risalenti all'epoca romana come l'Odeon, un piccolo teatro, terme e altri edifici.

### La fine di Troia

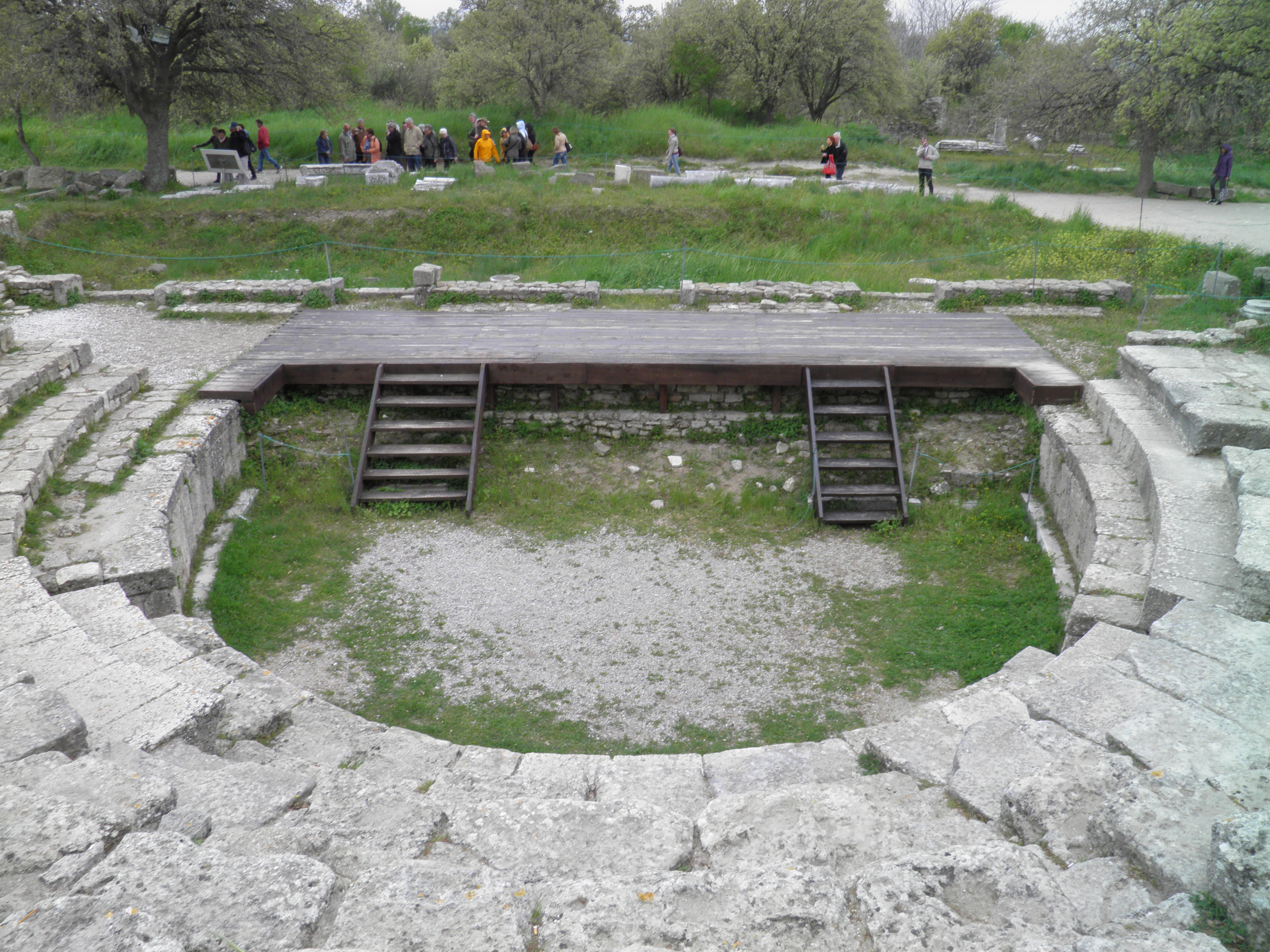
Sito archeologico di Troia, il teatro di epoca romana.

Dopo che l'imperatore Costantino I rese il cristianesimo religione lecita dell'Impero romano, l'imperatore Flavio Claudio Giuliano, sostenitore del paganesimo, visitò la città nel 354-355 e poté verificare che la tomba di Achille si trovava ancora lì e che vi si offrivano ancora sacrifici rivolti ad Atena. Tuttavia, nel 391 furono vietati per sempre i riti pagani. Nel medioevo la città bizantina di Troia fu la sede della diocesi di Ilio, di cui esistono fonti scritte, come alcune epistole dell'imperatore Giuliano.
Intorno all'anno 500 si verificò un vasto terremoto, che causò il crollo definitivo degli edifici più emblematici di Troia. Sembra che l'antica città sia rimasta viva come un semplice villaggio durante tutto il periodo dell'impero bizantino fino al XIII secolo, ma pochissime sono le notizie di eventi successivi e a poco a poco l'esistenza stessa della città cadde nell'oblio.

A seguito di varie sconfitte subite dai bizantini nel 1354, la Troade passò all'Impero ottomano. Dopo la definitiva caduta di Costantinopoli nel 1453, la collina su cui sorgeva Troia fu chiamata Hissarlik, che significa in turco "dotata di forza". Dal 1923 è parte della Turchia. 

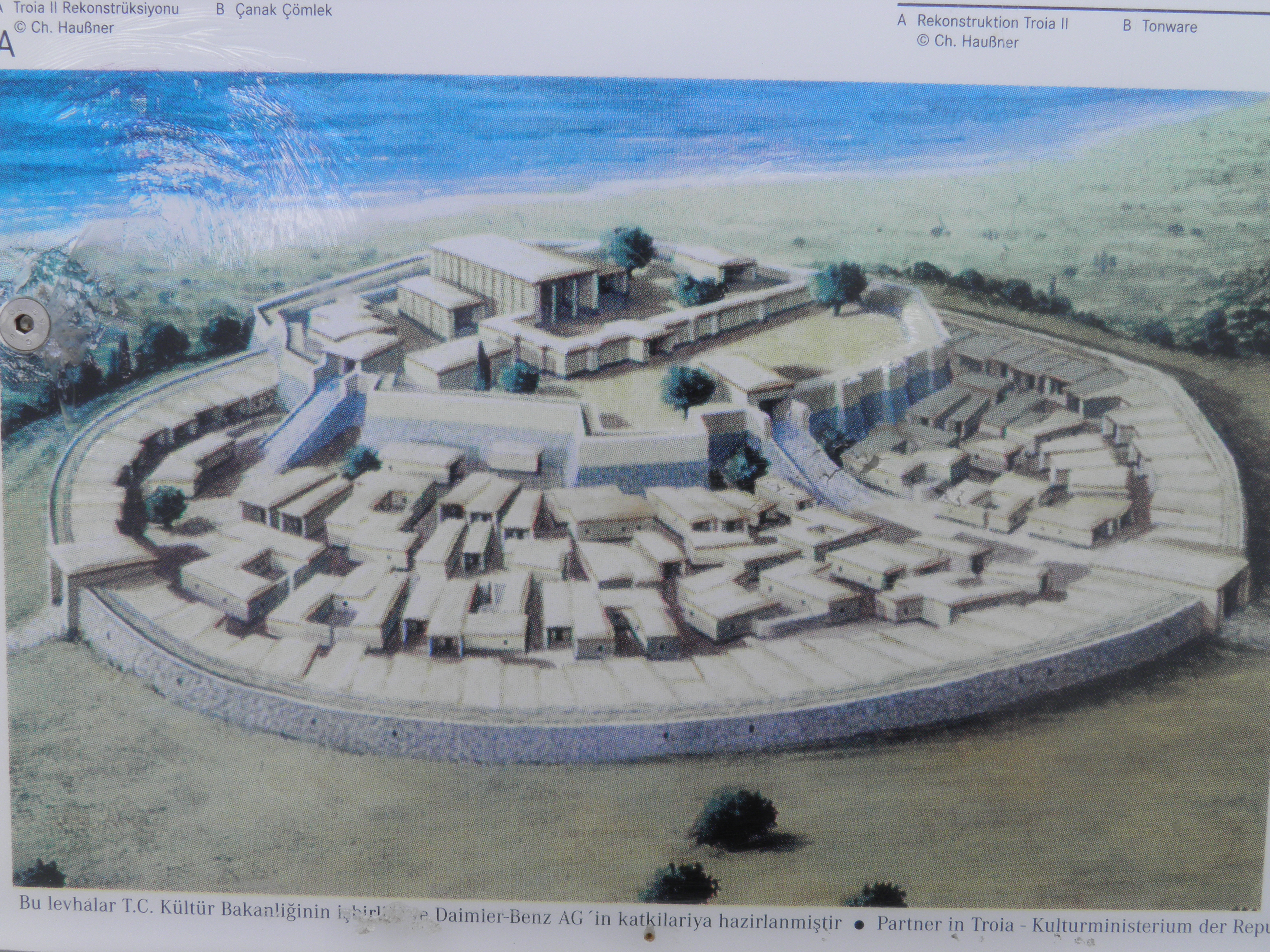
Ricostruzione della città, la rocca centrale più la zona bassa.

## Storicità della guerra di Troia

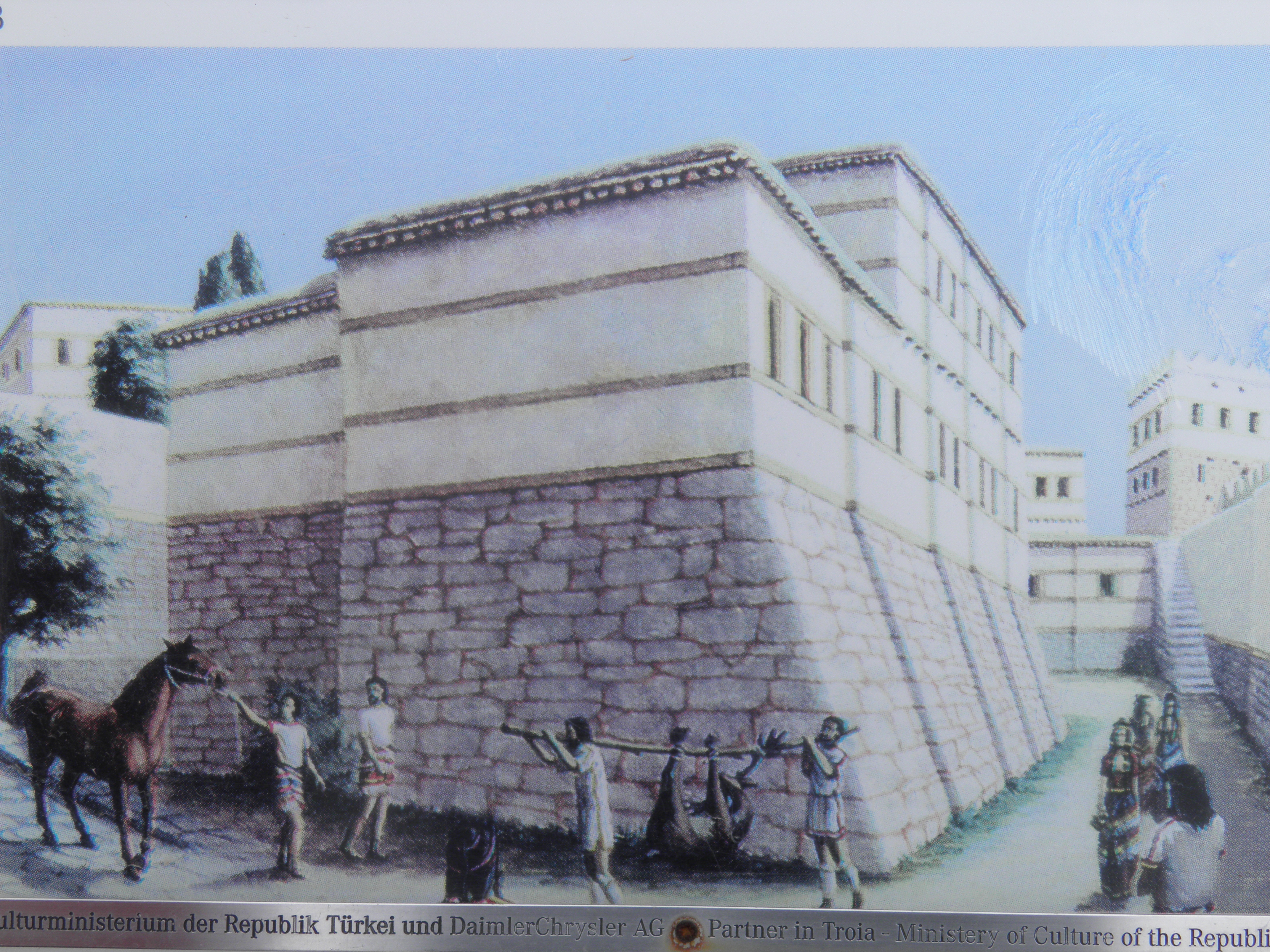
Ricostruzione ipotetica di una via dell'antica città.

Il problema della storicità della guerra di Troia ha scatenato nel corso dei secoli speculazioni di ogni tipo. Lo stesso Heinrich Schliemann ammise che Omero era un autore di poesia epica e non uno storico, ma era anche fermamente convinto che non si fosse inventato tutto e che potrebbe aver esagerato per licenza poetica le dimensioni di un conflitto storicamente avvenuto. Poco dopo, l'esperto di archeologia Wilhelm Dörpfeld ebbe a sostenere che "Troia VI" fosse stata vittima dell'espansionismo miceneo. A questa ipotesi si rifece Sperling ancora nel 1991.

Gli studi approfonditi di Carl Blegen e del suo team hanno concluso che una spedizione achea deve essere stata la causa della distruzione di "Troia VIIa", avvenuta all'incirca attorno al 1250 a.C. – poi corretto in una data più vicina al 1200 a.C. –, ma non si è ancora in grado di dimostrare chi effettivamente siano stati gli aggressori di "Troia VIIa". Nel 1991 Hiller ha ipotizzato due diverse guerre, avvenute in differenti epoche, ad aver segnato la fine di "Troia VI" e di "Troia VIIa". Nel 1996 Demetriou ha insistito sulla data del 1250 a.C. per una storica guerra di Troia, tramite uno studio che si basa su siti archeologici ciprioti.

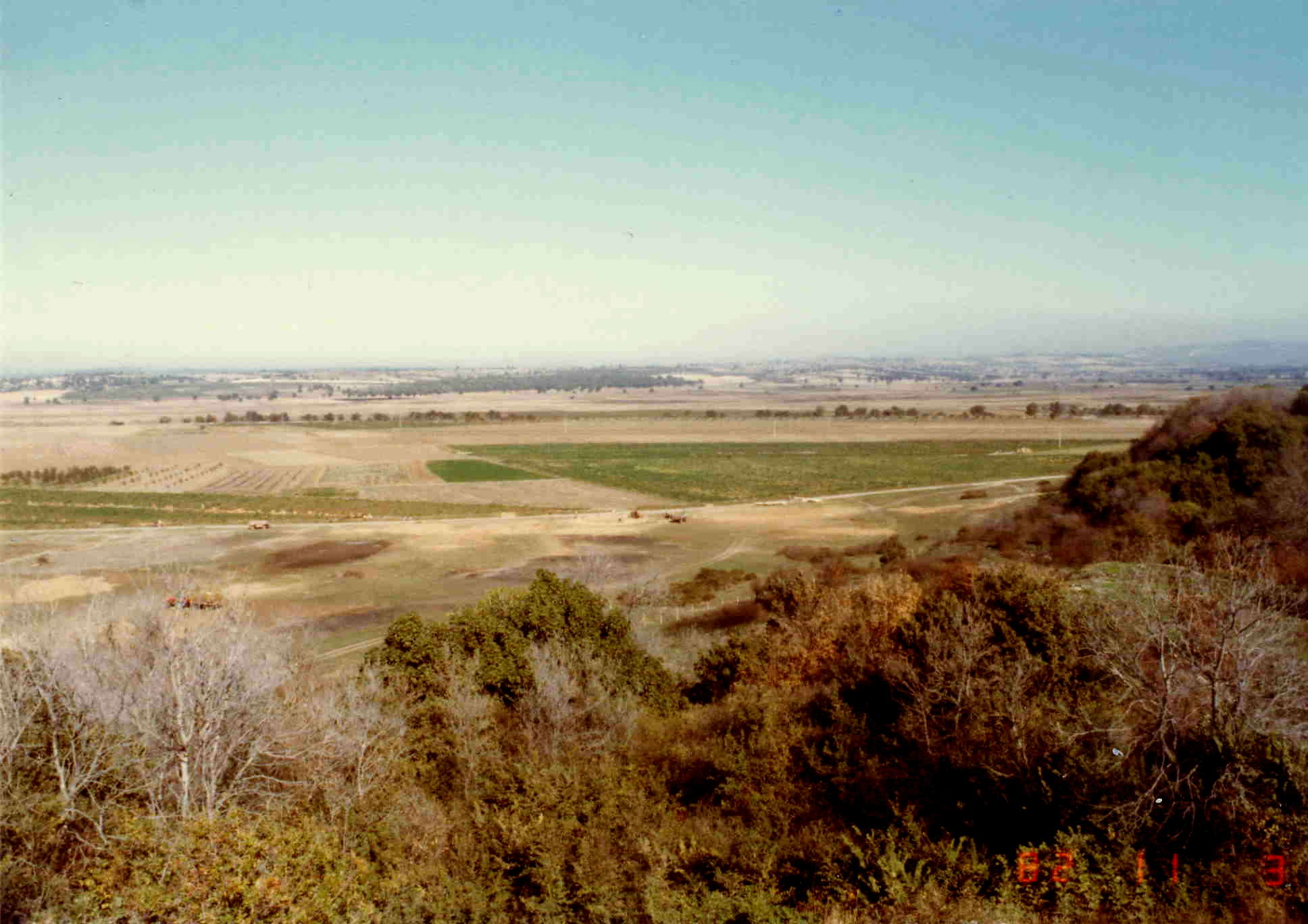
La pianura della Troade.

Al contrario Moses Finley ha più volte negato la presenza di elementi espressamente micenei nei poemi omerici e rileva l'assenza di prove archeologiche inconfutabili per dare piena storicità al mito. Altri studiosi di spicco appartenenti a questa corrente scettica sono lo storico Frank Kolb e l'archeologo tedesco Dieter Hertel.
Il filologo classico e grecista Joachim Latacz, in uno studio che collega fonti archeologiche, fonti storiche ittite e passi omerici, come il lungo catalogo delle navi del Libro II dell'Iliade, ha testato l'origine micenea della leggenda, ma per quanto riguarda la storicità della guerra si è mantenuto cauto, ammettendo solo la probabile esistenza di un substrato storico nella generalità del racconto.
Alcuni hanno cercato di sostenere la storicità del mito con lo studio di testi storici coevi dell'età del bronzo. Carlos Moreu ha interpretato un'iscrizione egizia proveniente da Medinet Habu, in cui si narra dell'attacco contro l'Egitto da parte dei cosiddetti popoli del Mare, in modo diverso dall'ermeneutica tradizionale. Secondo la sua interpretazione, gli Achei avrebbero attaccato diverse regioni dell'Anatolia comprese tra la città di Troia e l'isola di Cipro; i popoli attaccati si sarebbero poi accampati tra gli Amorrei e successivamente avrebbero formato una coalizione, che avrebbe affrontato il faraone Ramses III nel 1186 a.C..

### Datazione "letteraria" della guerra di Troia
Fonti letterarie greche parlano di una distruzione di Troia ad opera greca da collocarsi piuttosto nella fine del XII secolo a.C.
Tucidide parla di Agamennone e della guerra di Troia nel II libro della sua opera storica intitolata Guerra del Peloponneso (par. 9), ma la datazione è ricavabile piuttosto dal passo del libro V legato al cosiddetto "discorso dei Meli". Nel dialogo con gli Ateniesi, i Meli sottolineano di essere di tradizione dorica e di essere stati colonizzati dagli Spartani da settecento anni. Siccome l'avvenimento è del 416 a.C. e passano ottant'anni tra la guerra di Troia e la colonizzazione dei Dori ("ritorno degli Eraclidi"), la data attribuita da Tucidide alla caduta di Troia è il 1196 a.C.
Erodoto ricostruisce una datazione più antica, ma attraverso una ricerca meno storiografica: nel II libro delle Storie (lògos egizio, cap.145) egli sostiene di essere nato quattrocento anni dopo Omero ed Esiodo. La distruzione di Troia è così spostata più indietro: tra il 1350 e il 1250 a.C.
Eratostene di Cirene è autore della datazione che, dal III secolo a.C., riscuote maggiore successo. Non essendoci giunte opere complete di questo autore, la sua datazione viene riportata da Dionigi di Alicarnasso nelle Antichità romane, in un passato collegato all'arrivo di Enea in Italia e alla fondazione di Lavinio.
Dionigi riporta la data esatta, in termini antichi, della caduta di Troia, che corrisponderebbe all'11 giugno 1184-1182 a.C.. Ultima conferma sembra venire dalla Piccola Cosmologia di Democrito di Abdera, filosofo del V secolo a.C. e contemporaneo di Erodoto; egli dice di aver composto quest'opera 730 anni dopo la distruzione di Troia: essendo vissuto intorno al 450 a.C., la data in questione risulta essere il 1180 a.C.

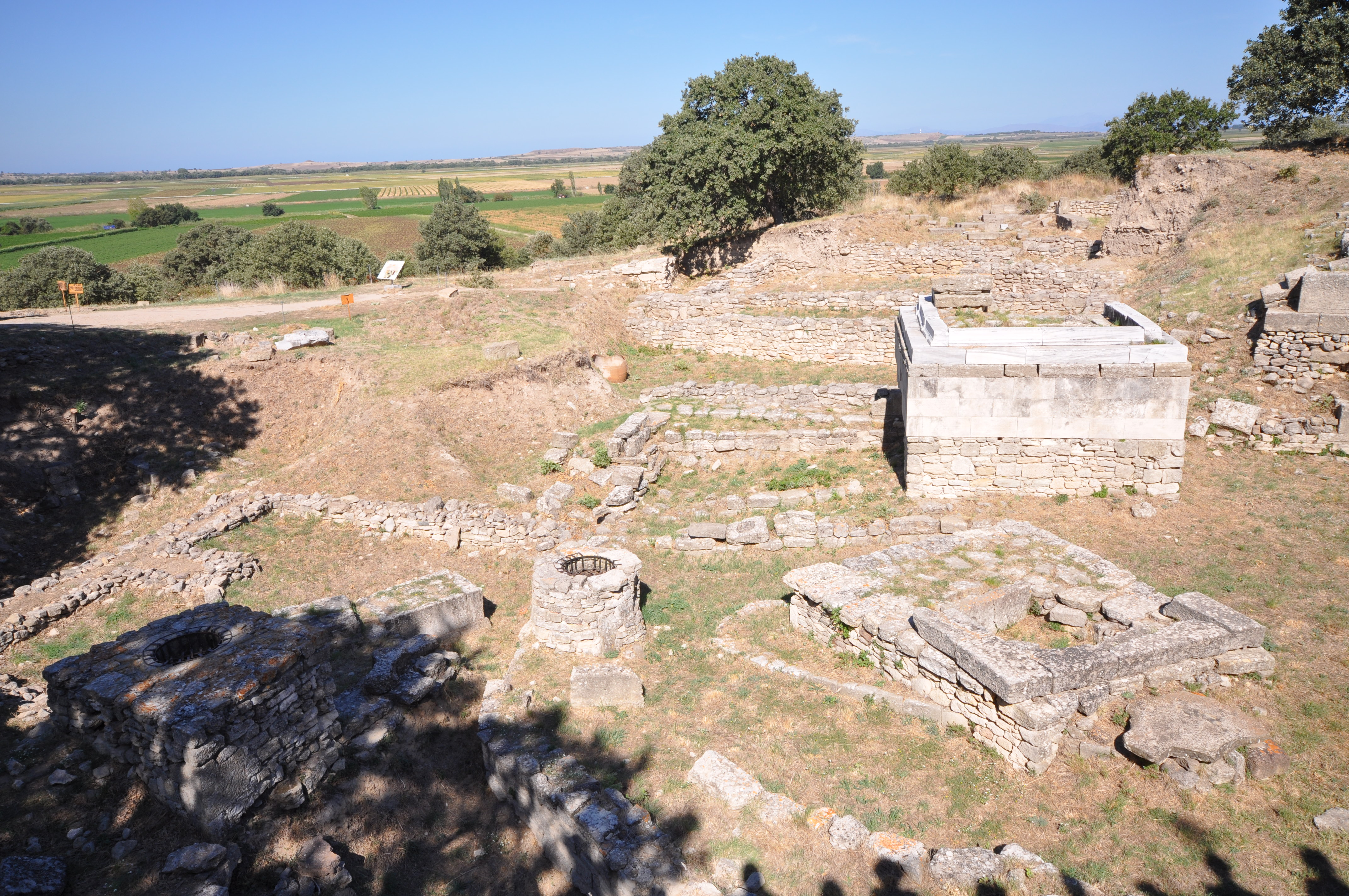
La collina di Hissarlik.

## Gli scavi

Strati del sito archeologico di Troia:
Troia I
Troia II
Troia VI
Troia VII
Troia VIII-IX

Troia I
     Troia II
     Troia VI
     Troia VII
     Troia VIII-IX

### Il dilemma Hissarlik-Bunarbaschi
Fin dai primi anni del XIX secolo la scoperta di una varietà di iscrizioni aveva convinto Edward Daniel Clarke e John Martin Cripps che Troia fosse sulla collina di Hissarlik, circa 4,5 km dall'ingresso ai Dardanelli, nel sito dell'antica città di Troia. Nella sua dissertazione sulla topografia della pianura circostante pubblicato ad Edimburgo nel 1822, il geologo scozzese Charles MacLaren aveva avanzato l'ipotesi che la posizione della Nuova Ilio greco-romana coincidesse con la rocca cantata da Omero.
Tuttavia non tutti i ricercatori sembravano essere d'accordo. Nel 1776 il giovane diplomatico francese Marie-Gabriel-Florent-Auguste de Choiseul-Gouffier credeva che Troia fosse invece situata sulla collina di Bunarbaschi a 13 km dai Dardanelli: questa seconda ipotesi fu resa popolare anni dopo da Jean Baptiste Le Chevalier. In quel momento entrambe le possibilità non erano prese in seria considerazione dalla maggior parte degli studiosi.

### Schliemann
Nel 1871 l'archeologo dilettante tedesco Heinrich Schliemann (1822-1890), seguendo le indicazioni e le descrizioni dei testi omerici, organizzò una spedizione archeologica in Anatolia, sulla sponda asiatica dello stretto dei Dardanelli. I suoi scavi si concentrarono sulla collina di Hissarlik, dove era avvenuto un precedente scavo archeologico della scuola francese guidata da Calvert, poi interrotto per mancanza di fondi. Qui si trovò di fronte a più strati, che corrispondevano a differenti periodi della storia di Troia.
Arrivato al secondo strato (a partire dal basso), riportò alla luce un immenso tesoro e pensò di aver scoperto il leggendario tesoro di Priamo narrato nell'Iliade. I suoi ritrovamenti, però, risalivano a un periodo precedente a quello della Troia omerica, collocata intorno al XIII secolo a.C. La città narrata nei poemi omerici, si scoprì in seguito, era collocata al settimo strato.

### Missioni archeologiche successive
Le successive campagne di scavo furono condotte da Wilhelm Dörpfeld (1893-1894) e Carl Blegen (1932-1938). Le ricerche portarono alla scoperta di nove livelli sovrapposti, con varie suddivisioni, datati con l'ausilio dell'analisi degli oggetti rinvenuti e l'esame delle tecniche costruttive utilizzate, e dei quali è stato possibile delineare le piante delle ricostruzioni.

## Le dieci città
| Bronzo antico | Troia I 2920-2450 a. C. Troia II 2600-2350 a. C. Troia III 2350-2200 a. C. | Cultura delle Cicladi 3200-2700 a. C. Karos-Siros 2700-2200 a. C. Cultura Phylakopi 2200-2000 a. C. | Civiltà minoica antica (Prepalaziale) 2500-1850 a. C.                                                | Elladico antico 2700-1850 a. C.                                                  |
| Bronzo medio  | Troia IV 2200-1900 a. C. Troia V 1900-1700 a. C. Troia VI 1700-1300 a. C.  | Philakopi II 2000-1800 a. C.                                                                        | Minoico medio I-IIIA (Protopalaziale) 1850-1550 a. C.                                                | Elladico medio 1850-1580 a. C.                                                   |
| Bronzo tardo  | Troia VIIa 1300-1200 a. C. Troia VIIb1 1200-1100 a. C.                     | | Minoico medio IIIB-Minoico tardo II (Neopalaziale) 1550-1400 a. C. Minoico tardo III 1400-1100 a. C. | Miceneo I 1580-1500 a. C. Miceneo II 1500-1425 a. C. Miceneo III 1425-1100 a. C. |

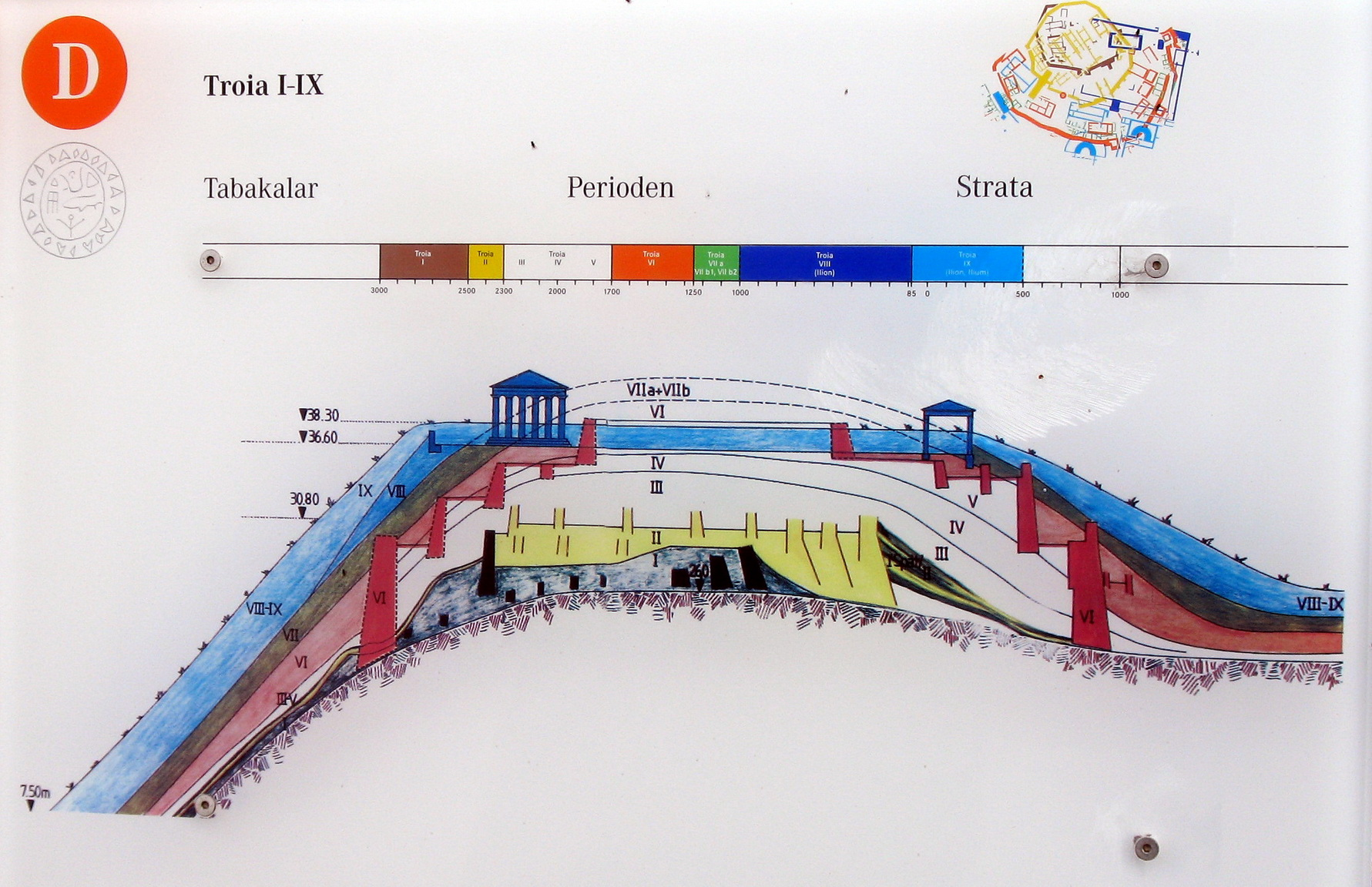
Composizione a strati delle città I-IX, sovrapposte una sull'altra.

Dopo i vari scavi si è riusciti finalmente a ricostruire la storia di Troia, stabilendone dieci fasi di occupazione nel tempo. I primi quattro insediamenti, da Troia I a Troia IV, si sono sviluppati nel corso del III millennio a.C. e hanno una chiara continuità culturale anche con Troia V. Troia VI attesta una seconda fioritura della città, mentre Troia VII è la principale candidata a venir identificata con la città omerica.
Troia VIII e IX coprono rispettivamente la Grecia arcaica, il periodo della Grecia classica rappresentato dalla cosiddetta "età di Pericle", l'epoca dell'ellenismo e infine quello della civiltà romana. Troia X è il centro urbano al tempo dell'impero bizantino. Dal primo insediamento e fino a Troia VII non ci sono resti di documentazione scritta che possano aiutare la valutazione dello sviluppo storico e sociale della città.

### "Troia 0"
Si tratta di un insediamento risalente al periodo neolitico, ipotizzata a seguito di ritrovamenti di alcune schegge di ceramiche e travi di legno. Non essendoci molti reperti archeologici reperibili poco è noto sull'insediamento.

### Troia I
La cittadella originaria di Troia presenta differenti fasi di costruzione (almeno una decina), sviluppatesi, secondo Carl Blegen e altri, nel corso di cinque secoli tra il 2920 e il 2500/2450 a.C. circa. La sua stratigrafia misura più di quattro metri di profondità e occupa solo la metà della collina nord-occidentale.

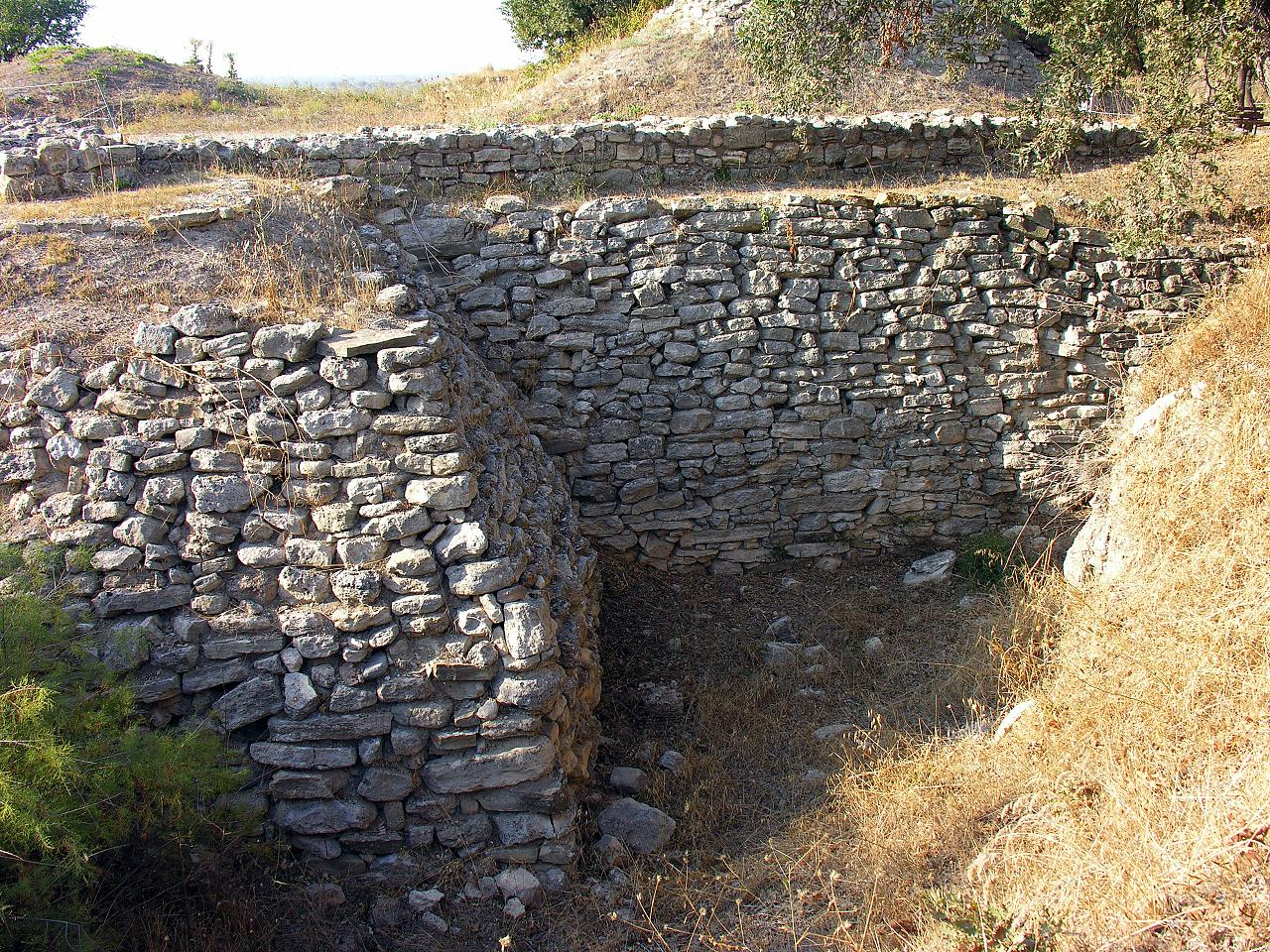
Resti di Troia I

Portata alla luce da Heinrich Schliemann, è costituita da un recinto di mura in pietra fortificata dello spessore di 2 metri e 50 cm, probabilmente fatto di bastioni quadrangolari; le tracce trovate sul lato orientale misurano un'altezza di 3,5 metri e controllano l'ingresso. Si trattava di pietre irregolari e ridotte dal lato posto più in alto; altre parti rinvenute comprendono una pianta rettangolare con resti di un mégaron interno. Appaiono per la prima volta anche ceramiche decorate con facce umane schematiche. Ospitava una popolazione la cui cultura, chiamata Kum Tepe, si considera appartenente alla prima età del bronzo. È stata distrutta da un incendio e quindi ricostruita ha dato luogo a Troia II.

### Troia II

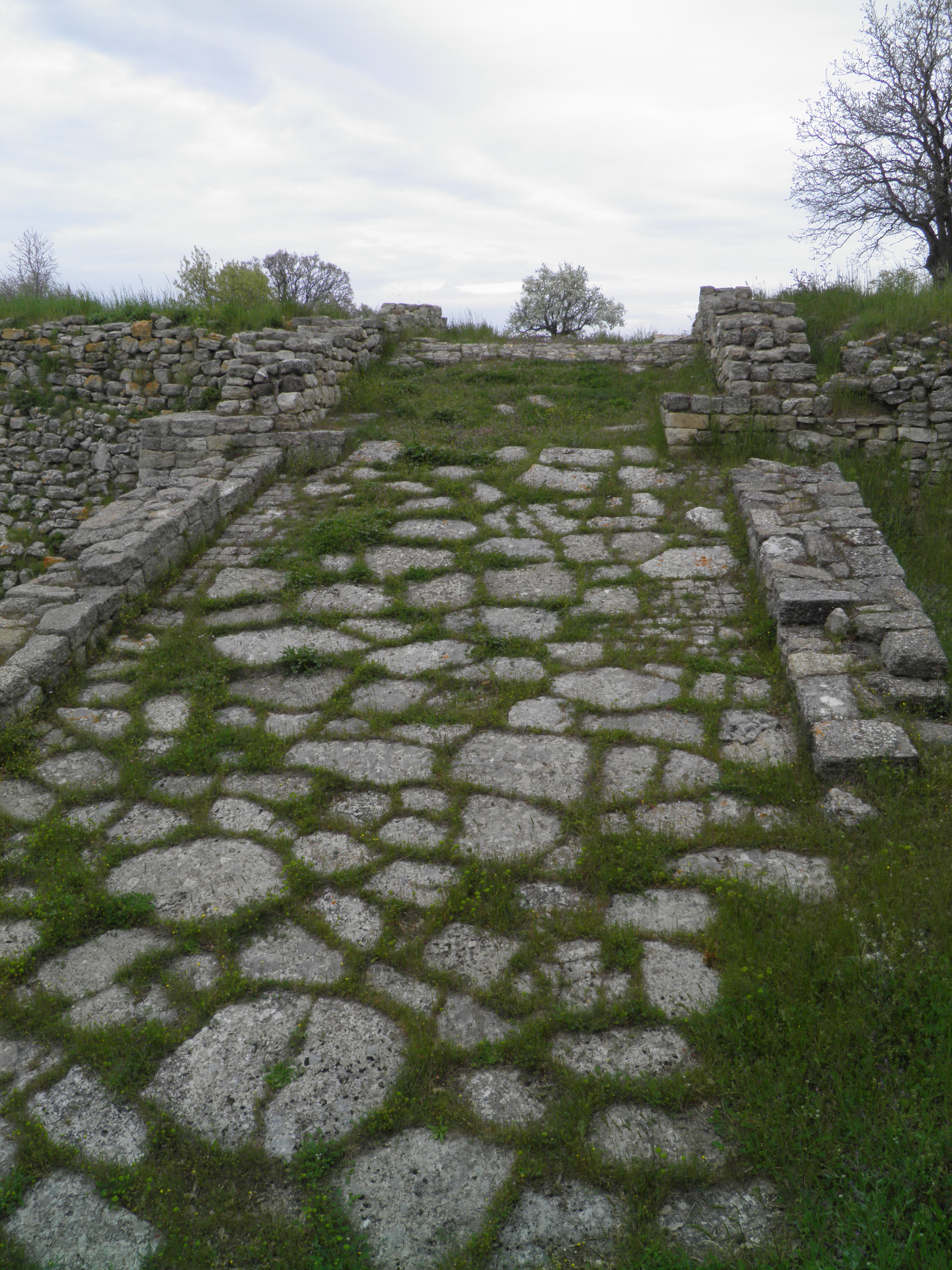
Una delle strade/rampe di Troia II.

Anche se Troia I è stata bruscamente distrutta, non vi è alcuna interruzione né cronologica né culturale con l'immediatamente seguente Troia II, sviluppatasi tra il 2500/2450 e 2350/2300 a.C. e comprendente almeno otto fasi costruttive, in cui è via via cresciuta fino a occupare un'area di novemila metri quadrati.
Questa fase di occupazione è stata scoperta inizialmente da Schliemann e recensita da Dörpfeld. Si tratta già di una vera e propria piccola città con case in mattoni crudi che recano segni di distruzione da incendio. Schliemann suppose immediatamente che potessero identificarsi con i resti della reggia di Priamo rasa al suolo dagli Achei.
Secondo Dörpfeld era una città molto prospera, in quanto sono stati rinvenuti i resti anche della grande cinta muraria, oltre al palazzetto imperiale e ai suoi 600 pozzi e più, dove venivano abitualmente conservate le forniture: questi generalmente contenevano frammenti di grandi giare per la conservazione dei beni.
Il muro poligonale è stato costruito con mattoni eretti su una base di pietra. Aveva due grandi porte d'accesso, che si potevano raggiungere attraverso rampe di pietra e torri quadrate agli angoli. La porta maggiore è posizionata sul lato sud-ovest, che attraverso un piccolo propileo conduceva direttamente al palazzo reale, il megaron, l'edificio più importante. Originariamente di 35–40 m d'ampiezza, Dörpfeld vi ha trovato i resti di una piattaforma, che avrebbe potuto ospitare un'abitazione. L'altra struttura che lo affianca, sempre scoperta da Dörpfeld, dovrebbe essere l'insieme delle residenze private della famiglia reale e il magazzino centrale ove venivano portate le scorte in surplus.
La grande semplicità degli edifici di tutto il complesso di Troia II è comunque in netto contrasto con l'architettura ufficiale contemporanea dei re di Akkad (2300-2200 a.C.) della Mesopotamia, con il loro ricchissimo apparato scenico come residenze e templi che volevano celebrare i dominatori di Lagash, con la III dinastia di Ur e gli edifici monumentali dell'antico Egitto di epoca faraonica durante l'Antico Regno (2950-2220 a.C.). Questa semplicità degli edifici di Troia è ancor più sorprendente, se confrontata con l'abbondanza e la ricchezza della gioielleria e argenteria del tempo, attestata dal rinvenimento del celebre tesoro di Priamo, il patrimonio artistico più massiccio e di significativa importanza del III millennio a.C..

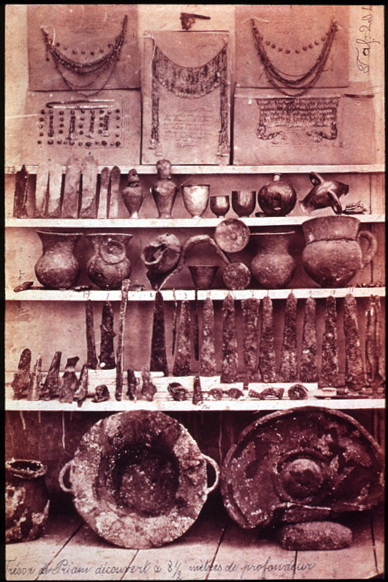
Foto di parte degli oggetti rinvenuti da Schliemann a Troia II.

Questo tesoro rimane uno dei più importanti ritrovamenti della storia dell'archeologia. Composto da oggetti di valore in metalli pregiati e pietre preziose, Schliemann lo donò al suo paese natale, la Germania, che lo custodì in un museo di Berlino fino alla seconda guerra mondiale. Nel 1945, nonostante Hitler avesse ordinato di nascondere i reperti affinché non cadessero nelle mani dei russi, il tesoro fu segretamente trafugato dai sovietici come bottino di guerra e portato a Mosca.

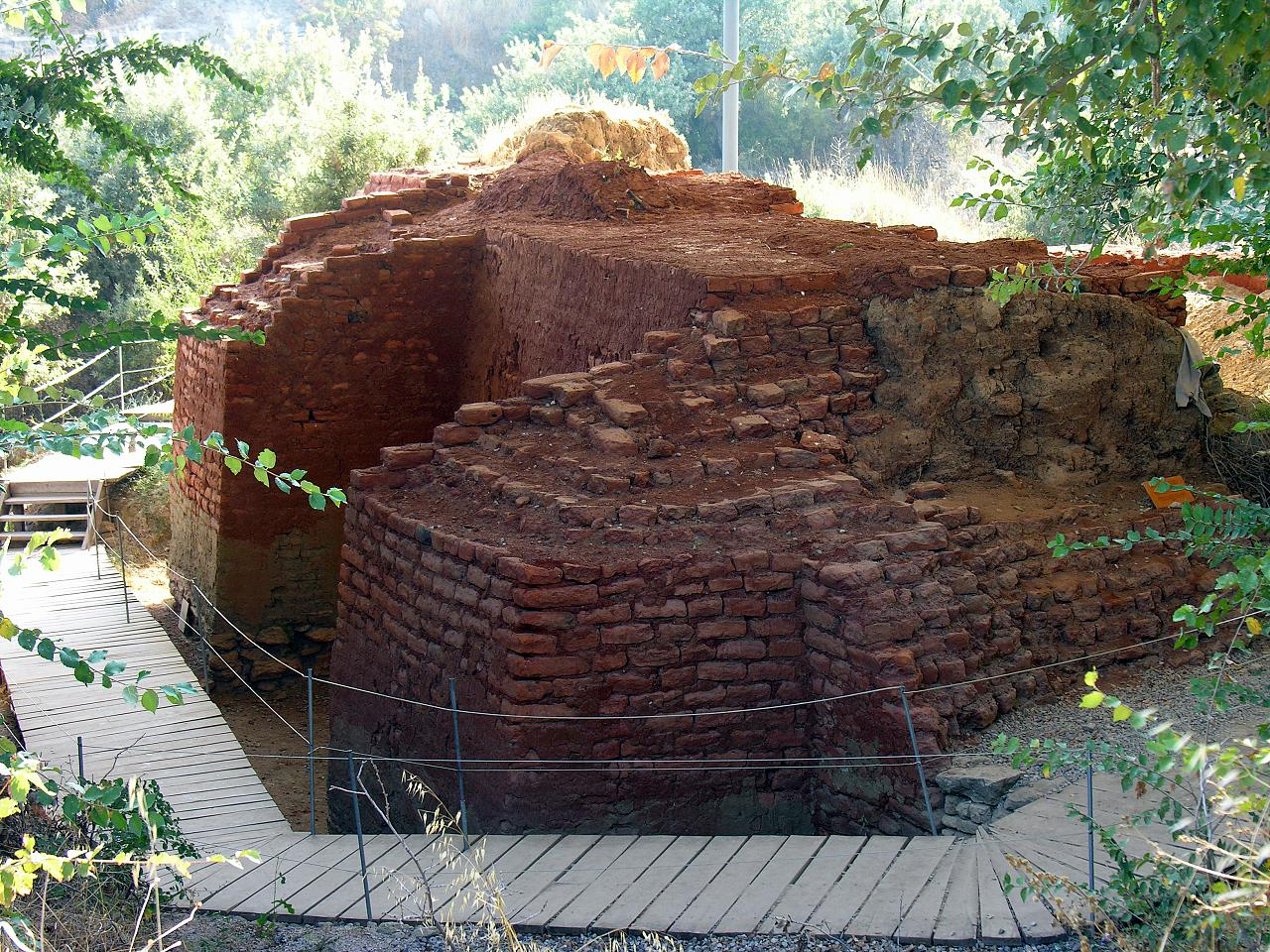
Fortificazioni risalenti a Troia II ricostruite da alcuni studiosi

Nessuno ne seppe più niente fino al 1993, quando Boris El'cin – ospite del presidente greco – rivelò inaspettatamente l'ubicazione del tesoro nel museo Puškin. La circostanza sarebbe stata confermata dallo stesso El'cin alla Literaturnaja Gazeta, nonché dal ministro della cultura russo Sidorov. Dei nove lotti in totale, i più importanti comprendono le collezioni di coltelli, utensili e ornamenti per abiti oltre a molti vasi d'oro e d'argento.
Tra gli oggetti preziosi si trova anche un grande disco fornito di un omphalos – letteralmente "ombelico": una sorta di rigonfiamento nel centro dell'oggetto – e di un largo manico piatto terminante con una serie di dischi più piccoli. Con grande probabilità fu utilizzato per setacciare l'oro ed è somigliante agli utensili simili trovati anche ad Ur e a Babilonia, con una datazione che va tra la fine del III e l'inizio del II millennio a.C.
Tra le gemme vi sono due diademi atti ad adornare la fronte uniti con una frangia sottile, catene d'oro spesse ognuna delle quali termina con un ciondolo di lamine dorata a forma di foglia o di fiore: sono stati tutti recuperati assieme con una serie di collane e pendenti posti in una grande brocca d'argento.

### Troia III
Verso la fine del III millennio a.C. una prima ondata di invasioni di popoli indoeuropei nel bacino del Mediterraneo segna notevoli cambiamenti, che vengono puntualmente registrati anche a Troia nelle fasi da III a V dell'esistenza della città. La sua vita culturale non sembra essere interrotta, ma si ritrova rallentata in modo drammatico. I resti degli edifici sono scarsi e notevolmente inferiori per qualità a quelli dell'epoca immediatamente precedente.
L'immagine generale del sito risponde bene a quella di un centro commerciale di medie dimensioni piuttosto che alla prospera città del III millennio a.C.
Sulle rovine di Troia II si cercò d'innalzare Troia III (2350/2300-2200 a.C.), sito più piccolo di quello che l'aveva preceduto, ma con un muro di pietra tagliata. Da quel poco che si sa si può dedurre che sia stata anch'essa costruita quasi interamente in pietra e non più in mattoni d'argilla. Caratteristici di questo breve periodo sono i vasi di forma antropomorfa, come quello trovato da Schliemann nel 1872 e che secondo lui avrebbe rappresentato un'arcaica "Atena Iliade".

### Troia IV
Con una superficie di 17.000 metri quadrati, Troia IV (2200-1900 a.C.) mostra la stessa tecnica di innalzamento delle mura peculiare dei siti II e III. Invece sono di uno stile del tutto nuovo i forni a cupola e un tipo di abitazione con quattro stanze.

### Troia V

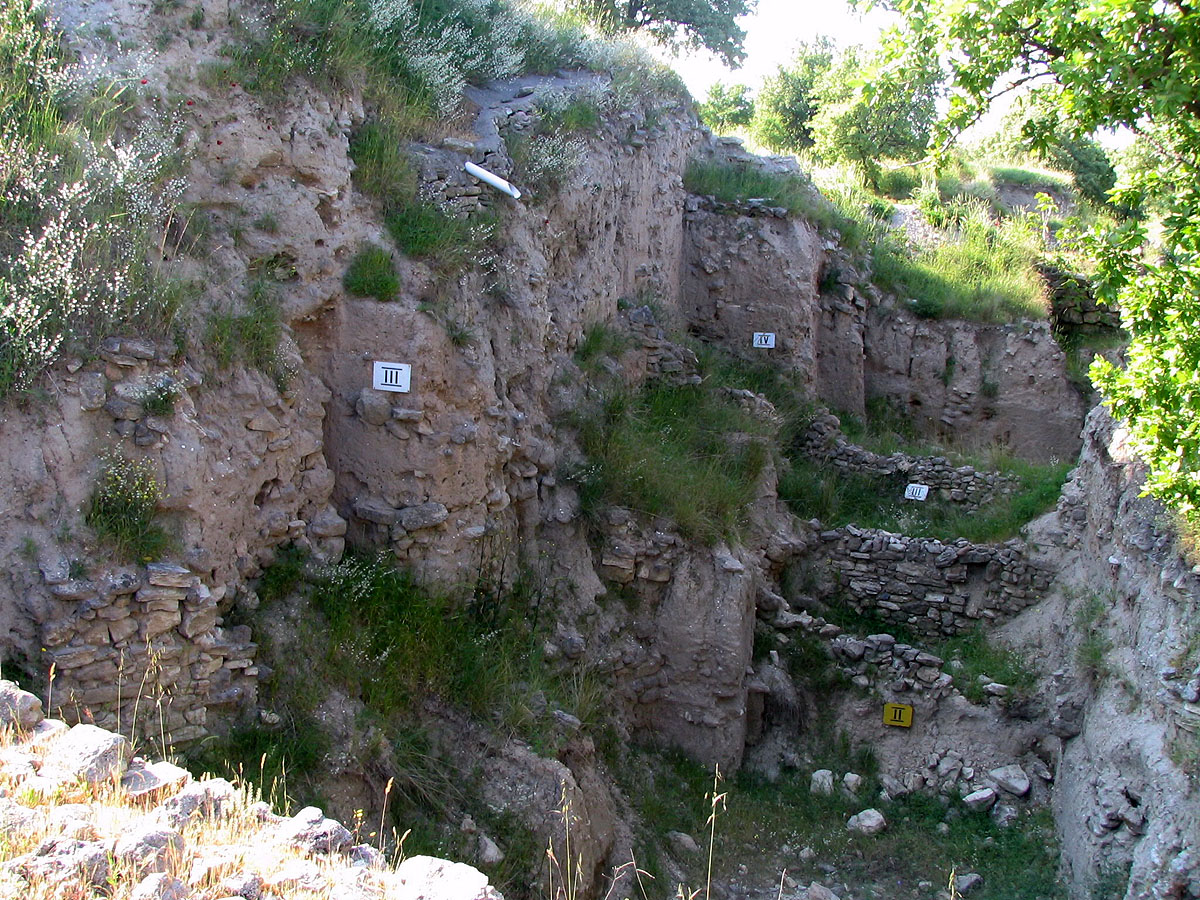
"Trincea di Schliemann", dove sono ubicati alcuni strati

Troia V (1900 - 1700 a.C. circa) è una ricostruzione totale e completa di Troia IV, sulla base di un piano urbano più regolare e con case più spaziose, ma rappresenta una rottura culturale rispetto agli insediamenti precedenti. Con esso si conclude la fase micenea della storia di Troia.

### Troia VI
Troia VI (1700-1300 a.C. o 1250 a.C.) è una grande città a pianta ellittica disposta su terrazze ascendenti, fortificata da alte e spesse mura costituite da enormi blocchi di pietra squadrati e levigati, con torri e porte, riemersa a nuova vita dopo la lunga fase precedente della cosiddetta "città-mercato". Corrisponde a un periodo cruciale della storia dell'Anatolia tra la fine delle colonie commerciali assire di Kültepe-Kanish (seconda metà del XVIII secolo a.C.) e la formazione e l'espansione dell'impero ittita fino alla prima metà del XIII secolo a.C., quando probabilmente un forte terremoto distrusse la città.
Fu un luogo prospero, sede di una corte reale, un principe o governatore e centro amministrativo, che si è gradualmente ampliato per raggiungere nel corso del XIV secolo a.C. la sua forma definitiva. Era abitata da una popolazione di immigrati protoindoeuropei che s'impegnarono in nuove attività come l'allevamento e l'addestramento di cavalli, segnando ed imprimendo un notevole sviluppo nella tecnologia del bronzo e praticando il rito funebre della cremazione. La maggior parte dei frammenti di ceramica rinvenuti sono chiamati "ceramica grigia dell'Anatolia". Altri tipi di ceramiche appartenenti alla civiltà micenea sono state anche rinvenute e costituiscono prove dell'esistenza di relazioni commerciali tra Troia e i micenei.
Tra le strutture fondamentali di Troia VI sono evidenti le fortificazioni, con il monumentale bastione o baluardo di 9 m con angoli alti e molto affilati, in una posizione del tutto simile a quella di Troia II, in età del bronzo antico, che domina il corso dello Scamandro. In caso di assedio possedeva un enorme serbatoio di 8 m di profondità all'interno del bastione centrale. La disposizione delle pareti con un diametro di circa 200 m – il doppio del recinto più antico – si snoda in un secondo cerchio concentrico al precedente con un'altezza media di 6 m e uno spessore di 5.
Vi si accede da un portone, controllato da una torre fortificata e da altre tre secondarie, dalle quali partivano in senso radiale ampie strade convergenti verso il centro nord della città, oramai scomparsa. Passando attraverso le porte si incontravano pietre rettangolari in forma di pilastri, ciascuno incorporato in un altro blocco di pietra e delle dimensioni di una persona. Questo tipo di elementi architettonici è abbastanza comune nella zona ittita; l'archeologo Peter Neve crede che ciò potrebbe essere correlato al culto di divinità protettrici delle porte, mentre Manfred Korfmann suggerisce che potrebbero essere correlati al culto di Apollo.
La tecnica di costruzione è variamente complessa, con la struttura di base di pietra e la sovrastruttura di adobe ad un'altezza di 4–5 m. All'interno delle mura vi sono ancora poche case di piana rettangolare e comprendenti un portico, ma solamente il piano terra è rimasto conservato; tra le rovine più impressionanti di Troia VI va segnalata la cosiddetta "casa delle colonne" di forma trapezoidale (di 26 m di lunghezza e 12 di larghezza): si compone di un ingresso ad est e d'una grande sala centrale, terminante in tre stanze sul resto di dimensioni minori. Si trattava con tutta probabilità di un edificio pubblico per le cerimonie ufficiali reali.
La disposizione degli edifici e delle vie erano adattate alla forma circolare delle mura, il cui centro doveva essere costituito dal vasto palazzo reale col suo tempio. In un'altra collina chiamata Yassitepe, più vicina al mare, è stata rinvenuta una necropoli dello stesso periodo delle sepolture dell'età del bronzo con uomini, donne e bambini, così come corredi funerari costituiti dallo stesso tipo di ceramiche rinvenute a Troia VI. Qui sono stati trovati anche alcuni resti di cremazioni.
La vasta città inferiore, posta alla base dell'acropoli è stata scoperta dalla spedizione Korfmann a partire dal 1988, aiutata da una nuova tecnica chiama prospezione magnetica (vedi ricognizione archeologica). A seguito di questo rinvenimento si viene ora ad attribuire alla città nel suo complesso una superficie di 350.000 metri quadrati, cioè ben tredici volte superiore alla cittadella fino ad allora conosciuta. Dotata di dimensioni così considerevoli, la superficie di Troia ha superato un'altra grande città del tempo, Ugarit (di 200.000 metri quadrati) ed è attualmente una delle più vaste città dell'epoca del bronzo.

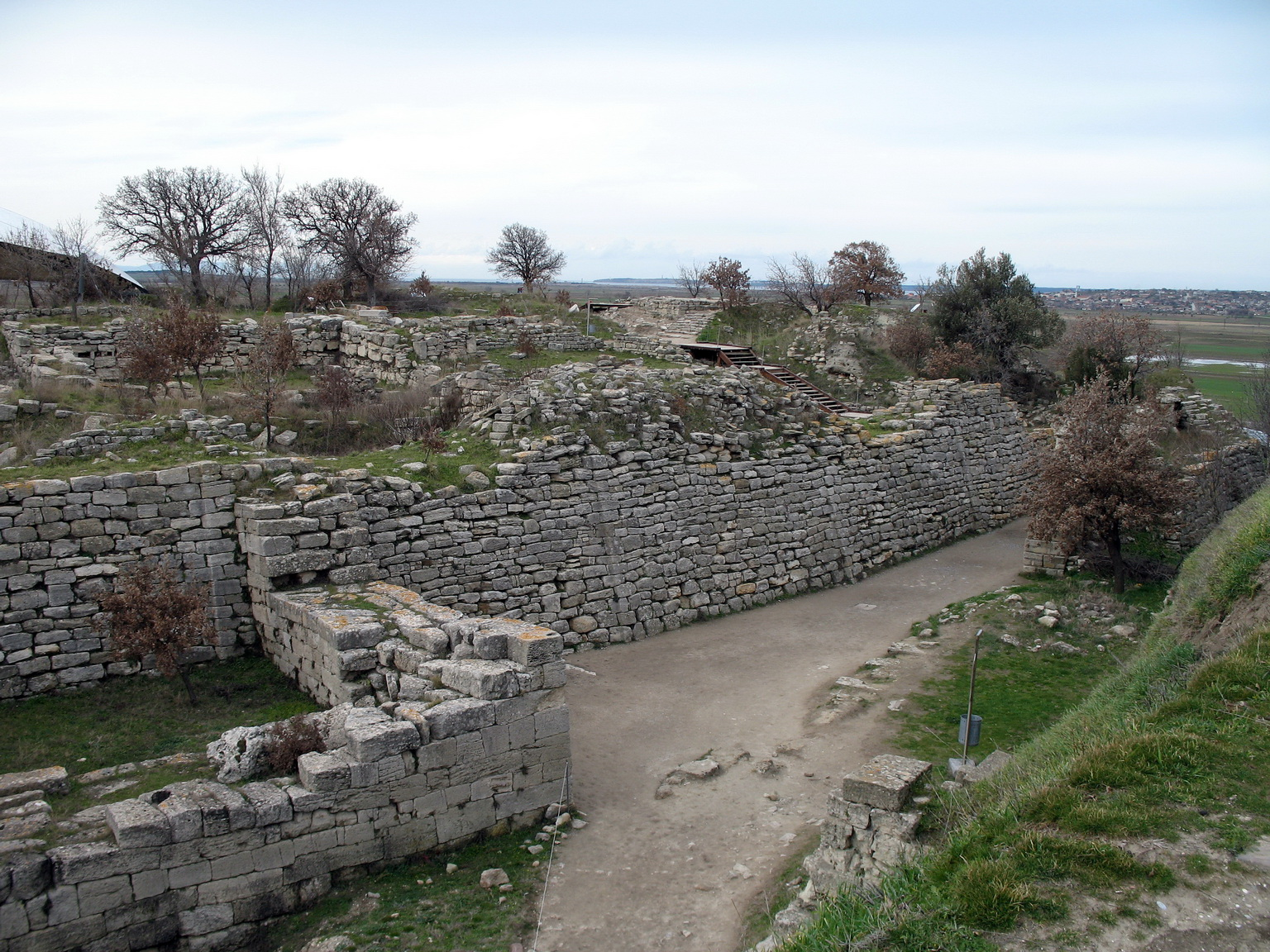
Mura orientali con terrazze

La sua popolazione sarebbe stata compresa tra le 5.000 e le 10.000 unità; durante un assedio si stima che potesse ospitare fino a 50.000 abitanti dell'intera regione. Prospiciente ad essa, nel 1993 e 1995, sono stati scoperti due pozzi paralleli di 1-2 metri di profondità, che avrebbero potuto servire come difesa contro un attacco perpetrato con carri da guerra; sono stati anche trovati una porta fortificata che parte dalle mura della città bassa ed una strada asfaltata che dalla piana del fiume Scamandro si dirige verso la porta posta ad ovest dell'acropoli.
Il complesso di Troia VI fu probabilmente distrutto da un terremoto intorno al 1300 a.C., anche se alcuni ricercatori sono inclini ad indicare la sua fine verso il 1250.

### Troia VII

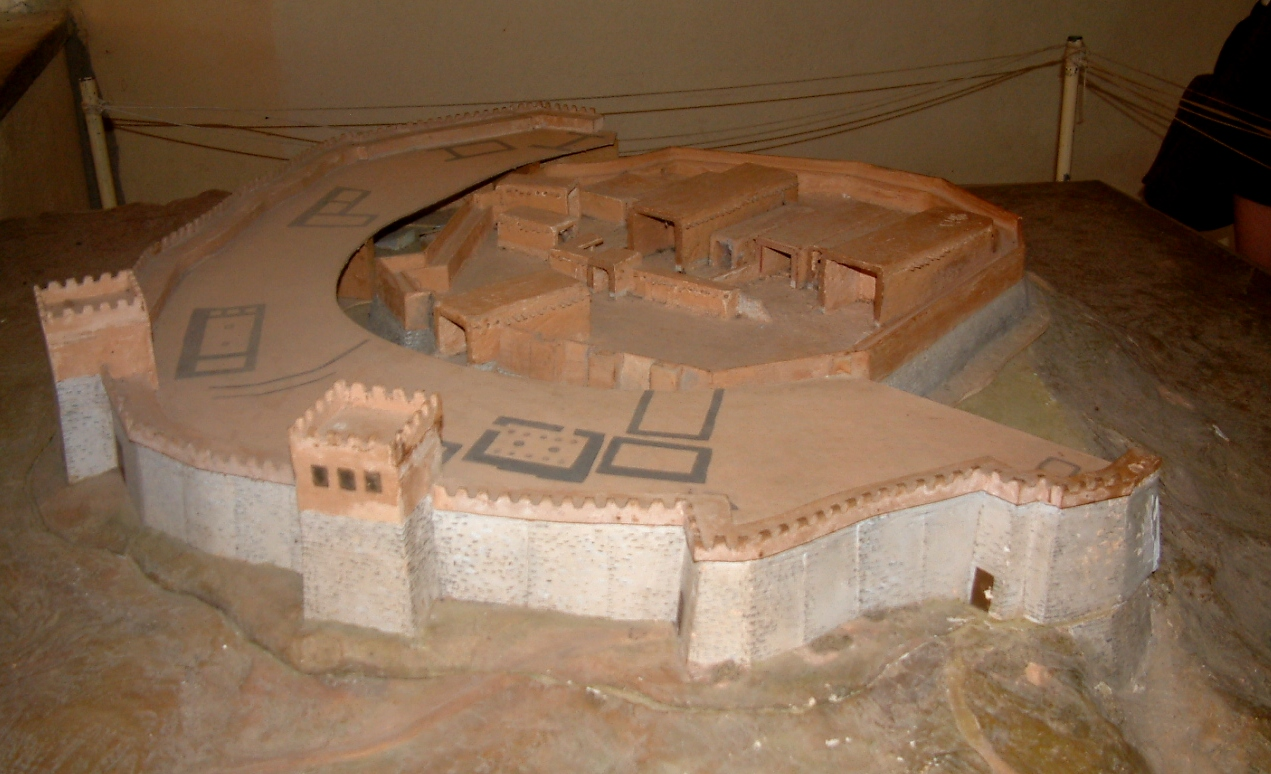
Modello in scala di Troia VII.

#### Troia VIIa
La città fu immediatamente ricostruita, ma ebbe vita breve (1300-1170 a.C.). I segni di distruzione da incendio hanno indotto Blegen a identificare questo strato come quello corrispondente alla Troia omerica. Dörpfeld si pose a favore della tesi che vuole l'insediamento di Troia VIIa, in cui vi è uno spesso strato di cenere e resti carbonizzati, scoppiato improvvisamente ed in maniera violenta il quale può essere datato attorno al 1200 a.C. Tra i resti trovati in questo strato erano compresi scheletri, armi, depositi di ghiaia che potrebbero essere le munizioni per il tiro con l'imbracatura – e, interpretato da alcuni come molto significativo, la tomba di una giovane ragazza coperta con una serie di teli da rifornimento, indicando una sepoltura urgente a causa di un assedio.
Inoltre, la data della sua fine non si discosta poi molto dalle datazioni che, in base alla durata delle generazioni, un insieme di studiosi greci quali Erodoto, Eratostene menzionano, mentre lo storico Duride di Samo e il filosofo Timeo suggeriscono il 1334 a.C. Pertanto, alcuni studiosi dicono che la città di Priamo corrisponde a Troia VIIa, nonostante l'inferiorità artistica ed architettonica indubbia che la distingue dal suo strato precedente. 

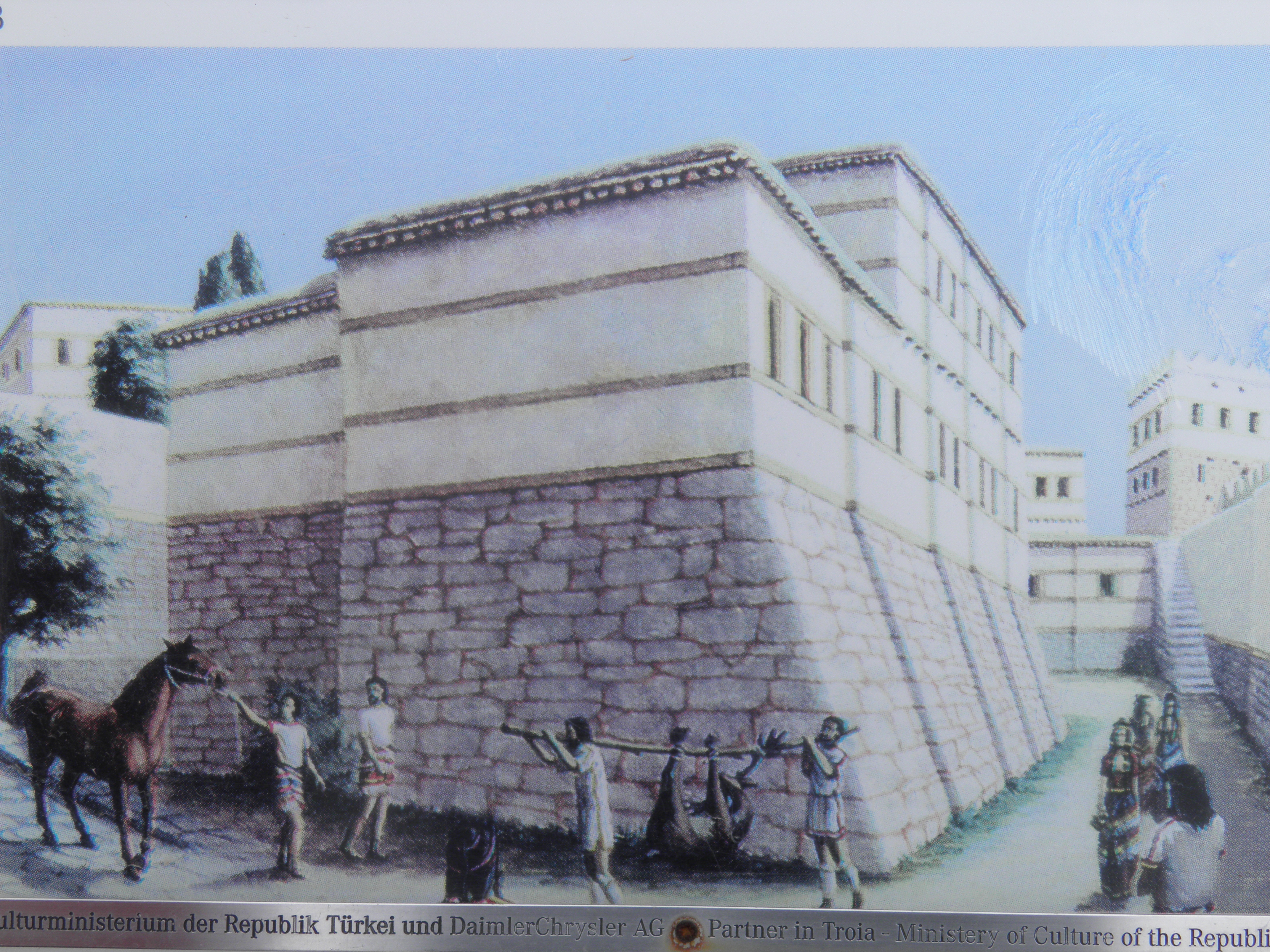
Rappresentazione artistica del palazzo

#### Troia VIIb1
Al livello successivo, databile al XII secolo a.C. approssimativamente, sono stati trovati resti di una ceramica di tipo barbaro la quale non è stata fatta con l'utilizzo del tornio bensì a mano con argilla di grossolana fattura. Risultati simili sono stati ritrovati anche in altre zone e si presume pertanto che in questo momento un popolo straniero proveniente dai Balcani avesse preso il controllo del territorio.
Inoltre la città mostra un grande accumulo di terra bruciata fino ad un metro di profondità, con grandi e repentini sbalzi, che però non interrompono la continuità della vita nel sito, dove sono stati conservati i muri e le case; è stato dedotto che durante questo periodo vi siano stati almeno due incendi e che l'ultimo dei quali abbia prodotto la fine di questo centro urbano.

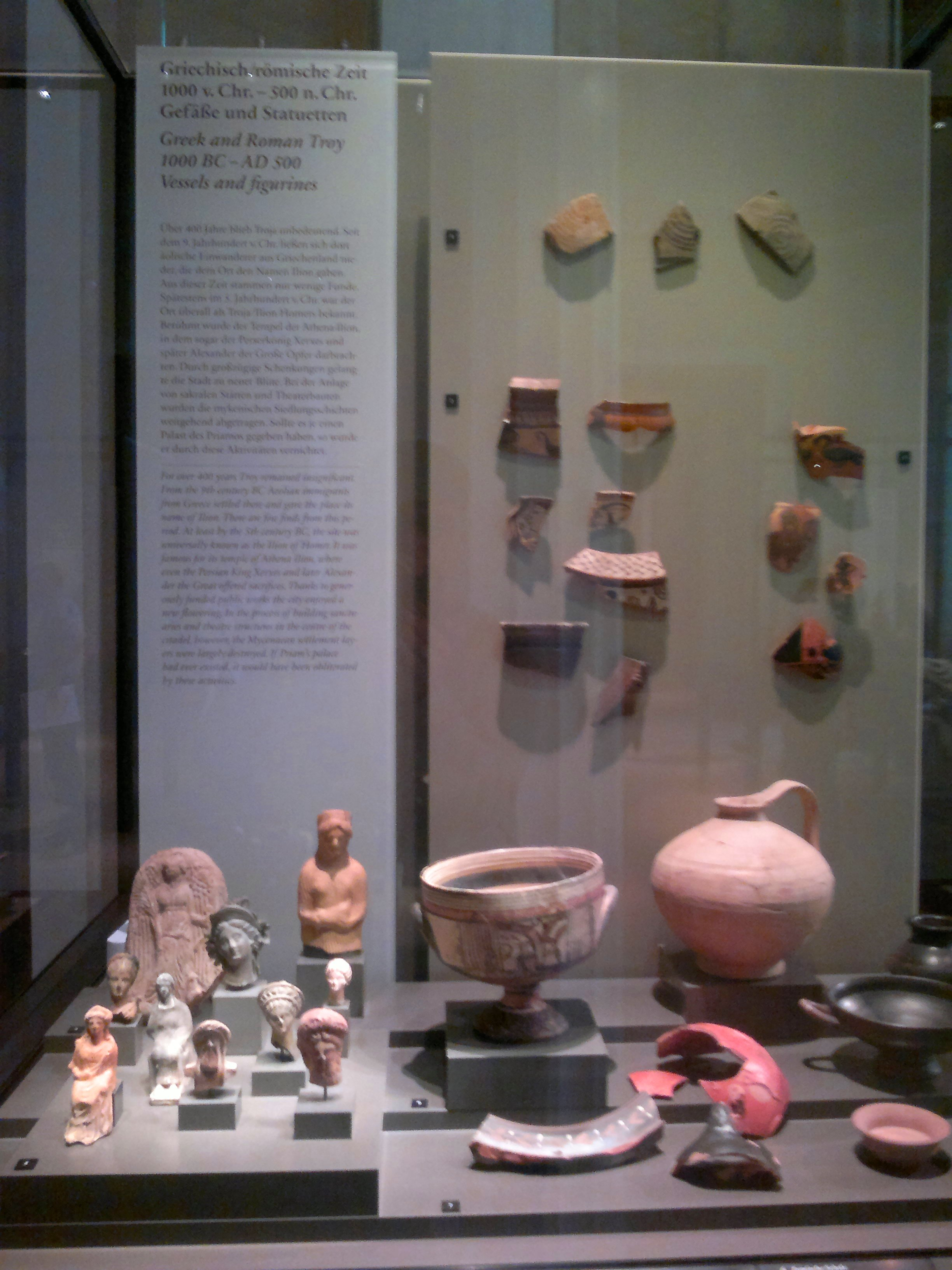
Vasi e figurine: oggetti rinvenuti nello strato datato attorno al 1000-500 a.C..

#### Troia VIIb2
La più alta evidenza di una nuova componente di segno sociale e culturale è rappresentata dal livello di Troia VIIb2, databile all'XI secolo a.C.. Vi sono state rinvenute ceramiche chiamate "knobbed ware" (sebbene siano apparsi anche resti in ceramica simile a quello della fase precedente e anche un paio di resti di ceramica micenea) con le corna a forma di sporgenze decorative, diffuse principalmente nel territorio balcanico e probabilmente patrimonio delle nazioni dei nuovi arrivati, infiltrati pacificamente nella regione o a seguito del prodotto di scambi culturali tra Troia e altre regioni straniere. La tecnica di costruzione varia significativamente con pareti rinforzate nei corsi inferiori con monumentali megaliti.
Nel 1995 è stato trovato in questo strato un documento scritto costituito da un sigillo/timbro di bronzo, riportante segni di scrittura della lingua luvia. È stato decifrato nel suo senso generale, trovando che un lato contiene il termine "scriba", mentre nella parte posteriore la parola "donna" e, su entrambi i lati, un segno beneagurante. Si presume, pertanto, che il proprietario del sigillo debba essere stato un pubblico ufficiale. Troia VIIb2 è caduta a causa di un incendio, probabilmente per cause naturali.

#### Troia VIIb3
Databile fino a circa il 950 a.C. La differenziazione di questo strato con il precedente indusse l'archeologo Manfred Korfmann a sostenere che dopo la fine della città urbana subito o poco dopo un'altra colonia doveva essersi distinta dalla precedente, caratterizzata dall'uso della ceramica geometrica e che scomparve a sua volta intorno al 950 a.C. Successivamente il luogo dev'essere rimasto quasi disabitato fino al 750-700 a.C. In contrasto con tale ipotesi, Dieter Hertel crede che alcune tribù di greci si possano esser stabilite nel sito immediatamente dopo la fine di Troia VIIb2.

### Troia VIII
Databile all'VIII secolo a.C., è una colonia greca priva di fortificazioni.

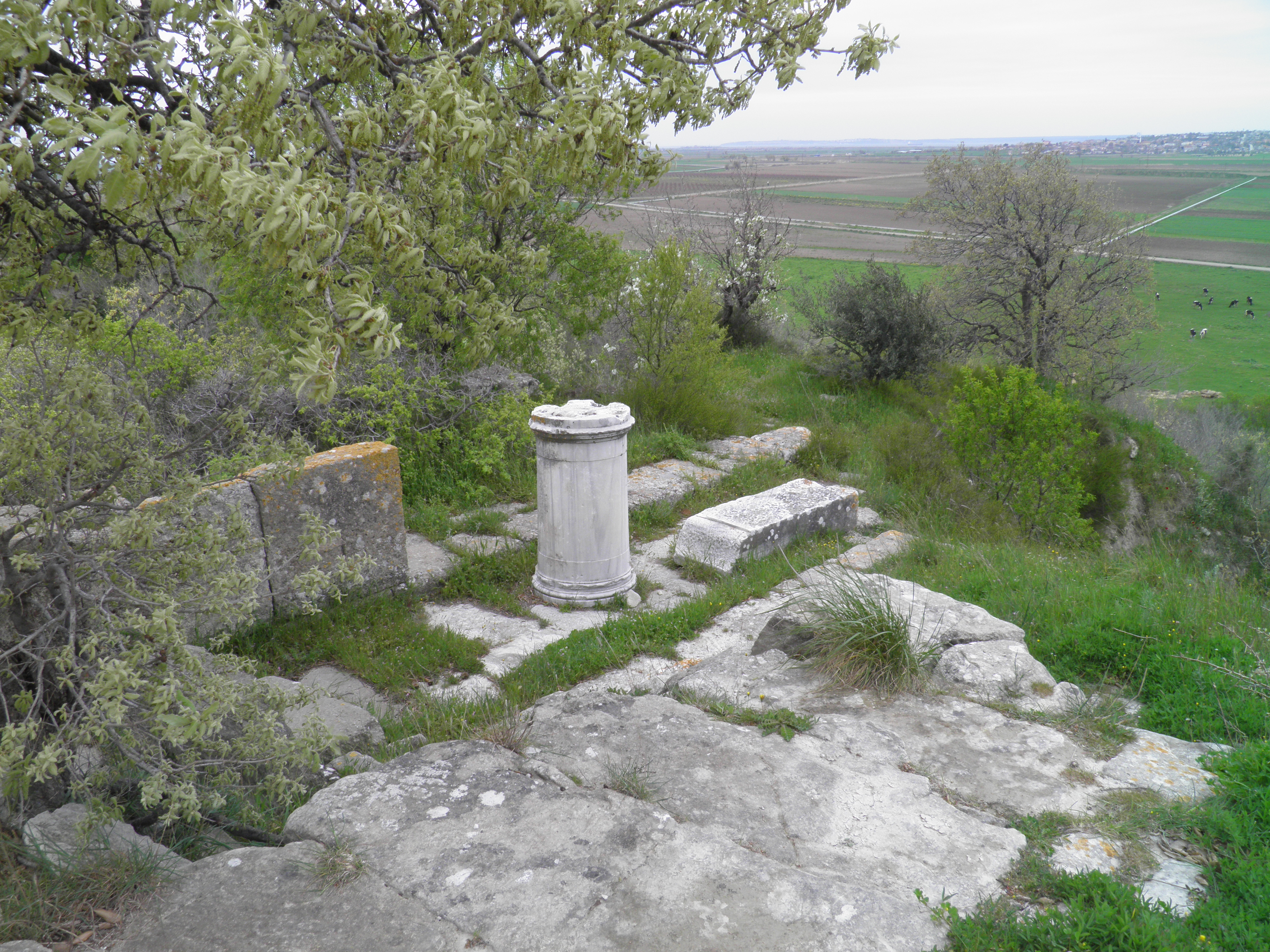
Tempio ad Atena, sulle rovine del palazzo

Una fiorente attività architettonica, soprattutto di stampo religioso, appare in Troia VIII: il primo edificio di culto importante scoperto di quel tempo, chiamato temenos (il sacro recinto) di cui sopra, si trova ancora conservato nel centro solenne della zona in cui era posizionato l'altare ed un altro, a partire dall'epoca di Augusto, vi fu aggiunto sul lato occidentale. A seguire vi si intravede il témenos inferiore, con due altari, forse dedicati a sacrifici a due divinità rimaste sconosciute. Il santuario dedicato alla dea Atena, le cui origini potrebbero risalire al IX secolo a.C., è stato trasformato in un grande tempio in rigoroso stile di ordine dorico nel III secolo a.C.. Per questo, e per la costruzione della stoà, alcuni edifici dell'Acropoli di epoche precedenti sono stati demoliti.

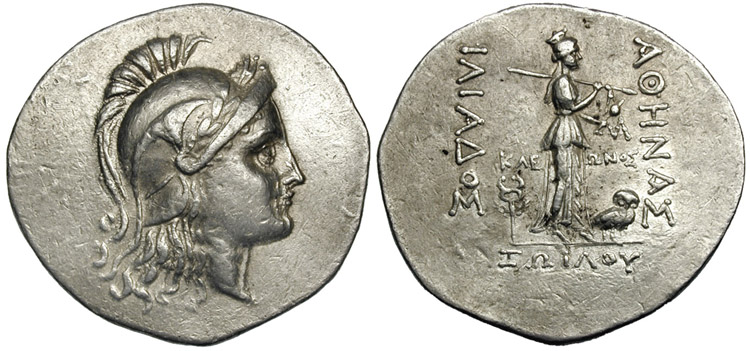
Tetradramma d'argento proveniente da Troia con l'effigie di Atena risalente al 165-150 a.C..

### Troia IX

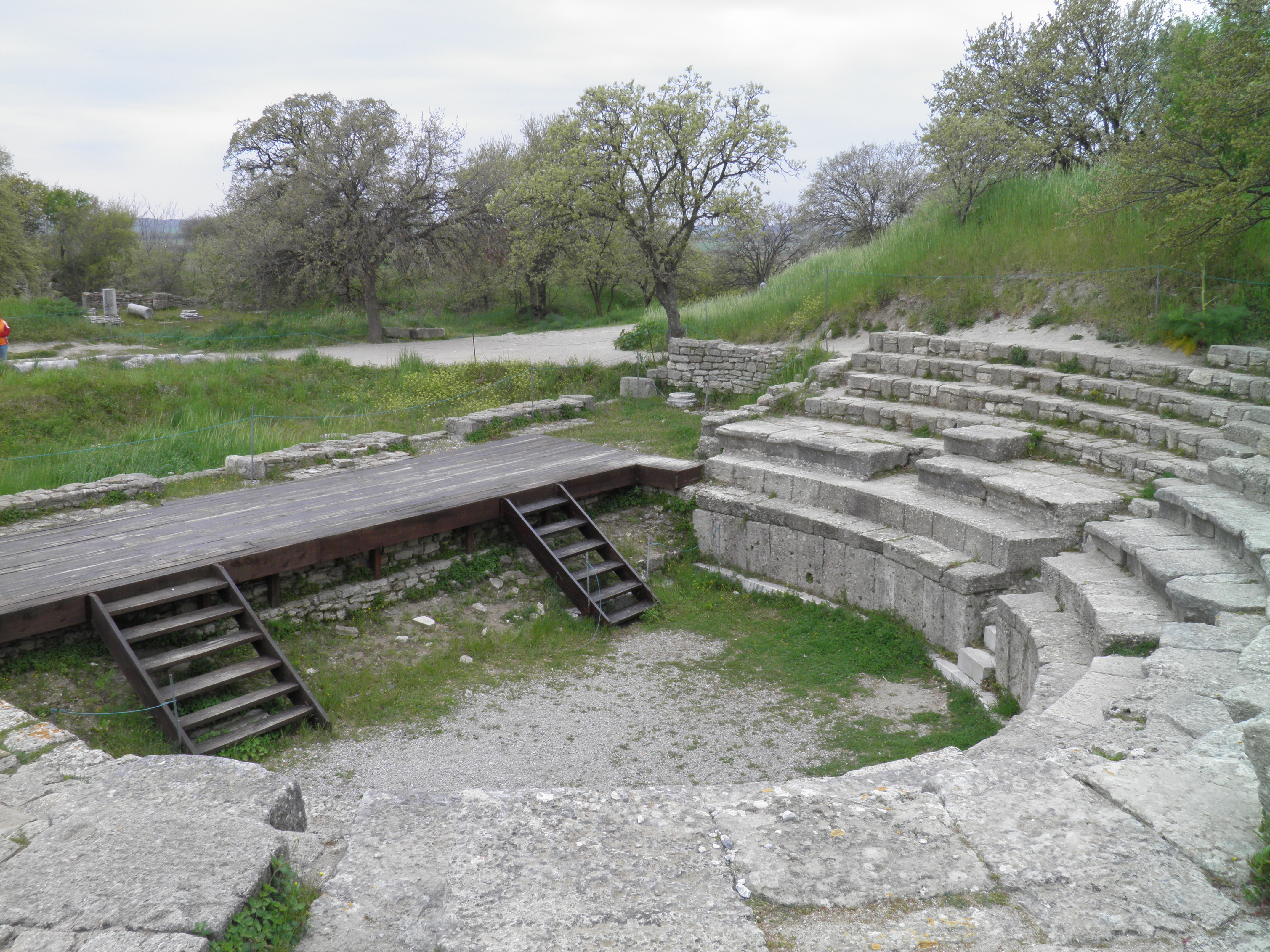
Odeon troiano, risalente all'imperatore Adriano

La città ricostruita dopo la distruzione di Fimbria, dal I secolo a.C. al IV d.C., presenta costruzioni romane edificate sulla sommità spianata della collina e rifacimento, era nota come Novum Ilium.

### Troia X
Fu Korfmann a denominare lo strato caratterizzato dai pochi resti che appartengono e corrispondono al periodo dell'impero bizantino, tra il XIII e il XIV secolo, in cui Troia era una piccola sede vescovile. Questi erano già stati scoperti da Schliemann e Dörpfeld. È stata anche ritrovata una chiesa risalente al 400, che fungeva da chiesa principale. Non sono state rinvenute chiese sugli antichi templi greci, il ché significa che non furono convertiti.

### Post-Troia X

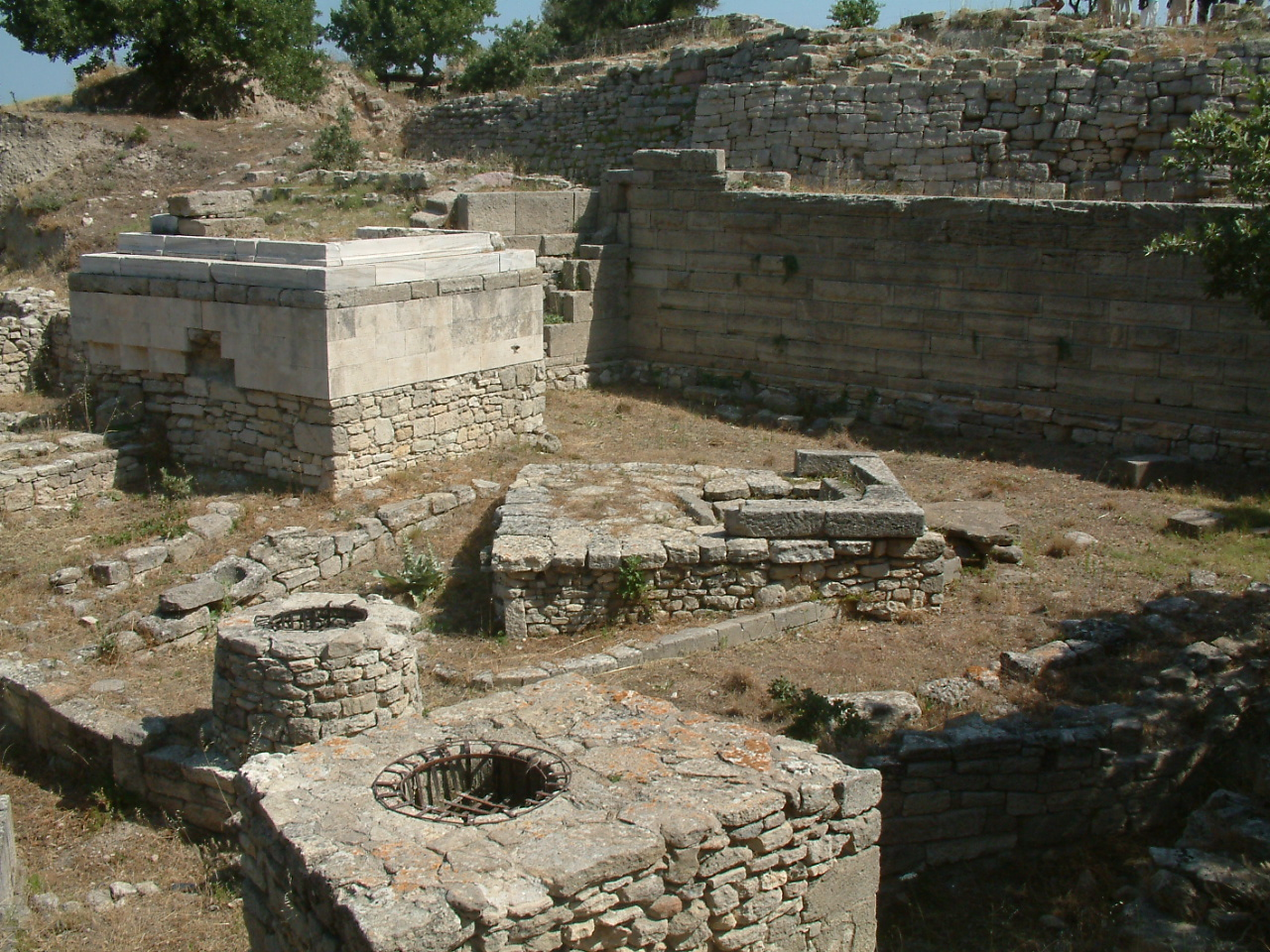
Rovine di Troia.

Segue quindi la città moderna, oggi chiamata Truva, all'interno di Hissarlık, abitata da una piccola comunità turca, situata vicino alle antiche rovine che sono state parzialmente ricostruite ed espanse, con l'aggiunta per esempio del cancello nuovo, il museo di Troia e il monumento moderno al cavallo di Troia. Il sito archeologico è protetto dall'UNESCO e parte del parco storico nazionale di Troia.

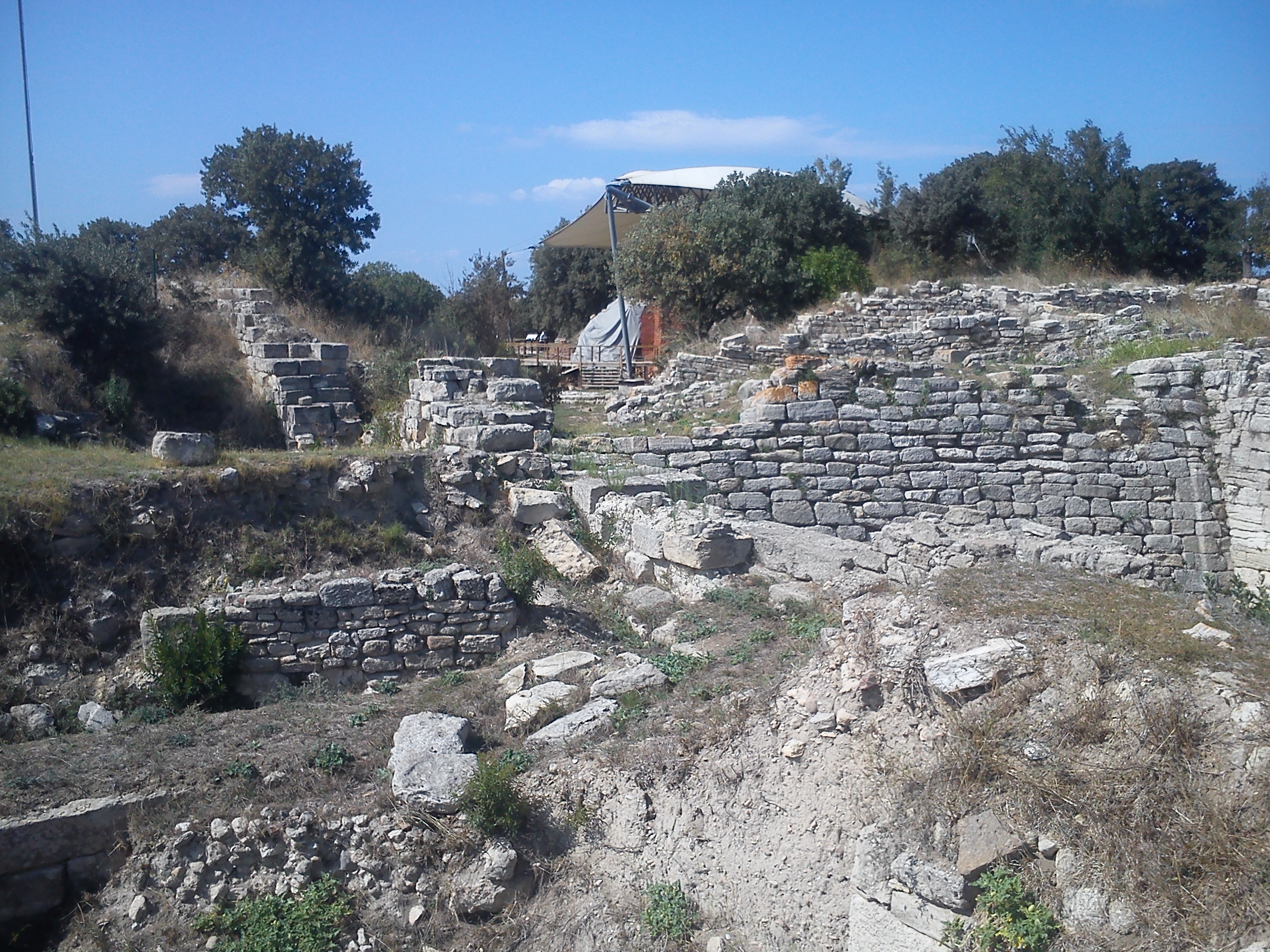
Resti di fortificazioni a Troia.